# Nati nel 1887
| Questa pagina contiene informazioni ricavate automaticamente dalle voci biografiche con l'ausilio del template Bio e di un bot. L'aggiornamento è periodico e automatico e ricostruisce completamente la pagina. Se manca una persona in questa lista, sei pregato di non aggiungerla, ma accertati piuttosto che la sua voce biografica contenga il template Bio e che i dati anagrafici siano correttamente compilati. Se il template Bio manca, inseriscilo tu stesso o, in alternativa, metti l'avviso {{tmp\|Bio}} che ne segnala la mancanza. Se i dati riportati sono sbagliati, correggi direttamente la voce biografica; le modifiche saranno visibili in questa lista entro pochi giorni. Per chiarimenti vedi il progetto biografie. La lista contiene solo le 1.276 persone che sono citate nell'enciclopedia e per le quali è stato implementato correttamente il template Bio. Pagina aggiornata al 18 ago 2025. |

## Gennaio(116)
- 1º gennaio - Arturo Armato, politico italiano († 1965)
- 1º gennaio - Mabel Ballin, attrice statunitense († 1958)
- 1º gennaio - Wilhelm Canaris, ammiraglio tedesco († 1945)
- 1º gennaio - Guido Corsi, militare italiano († 1917)
- 1º gennaio - Vladimir Jugheli, politico e militare georgiano († 1924)
- 1º gennaio - Henri Rolland, storico, numismatico e archeologo francese († 1970)
- 1º gennaio - Herman Rosse, scenografo, architetto e pittore statunitense († 1965)
- 1º gennaio - Alexandros Sakellariou, ammiraglio e politico greco († 1982)
- 2 gennaio - Arturo Boccassini, ingegnere italiano († 1952)
- 2 gennaio - Marcello Nizzoli, designer e pubblicitario italiano († 1969)
- 2 gennaio - Vittorio Spreti, genealogista, storico e araldista italiano († 1950)
- 2 gennaio - Jack Tornek, attore bielorusso († 1974)
- 3 gennaio - Nicolás Fasolino, cardinale e arcivescovo cattolico argentino († 1969)
- 3 gennaio - Andrej Gromov, attore e regista russo († 1922)
- 3 gennaio - August Macke, pittore tedesco († 1914)
- 3 gennaio - Helen Parkhurst, pedagogista e educatrice statunitense († 1973)
- 4 gennaio - Silvio Baratta, politico e avvocato italiano († 1961)
- 4 gennaio - Mary Mersch, attrice statunitense († 1956)
- 4 gennaio - Hugo Steinhaus, matematico polacco († 1972)
- 4 gennaio - Cesare Suglia, aviatore, militare e pioniere dell'aviazione italiano († 1946)
- 5 gennaio - Jo van Gastel, arciere olandese († 1969)
- 5 gennaio - Clifford Gray, scrittore e attore britannico († 1941)
- 5 gennaio - Courtney Hodges, generale statunitense († 1966)
- 5 gennaio - Heinrich Retschury, calciatore austriaco († 1944)
- 6 gennaio - Berthe Bovy, attrice belga († 1977)
- 6 gennaio - Hristo Lukov, generale bulgaro († 1943)
- 6 gennaio - Renato Tega, politico e partigiano italiano († 1955)
- 6 gennaio - Ernesto Torrusio, politico e dirigente sportivo italiano († 1967)
- 7 gennaio - Raymond Fénard, ammiraglio francese († 1957)
- 7 gennaio - Simon Gantillon, drammaturgo e sceneggiatore francese († 1961)
- 7 gennaio - Oskar Luts, scrittore estone († 1953)
- 7 gennaio - Antonio Passarelli, generale italiano († 1943)
- 7 gennaio - Giuseppe Romita, politico italiano († 1958)
- 7 gennaio - Kurt Schneider, psichiatra tedesco († 1967)
- 7 gennaio - Walter Stauffer, imprenditore e mecenate svizzero († 1974)
- 7 gennaio - Mario Vinciguerra, storico e antifascista italiano († 1972)
- 8 gennaio - Jan Akkersdijk, calciatore olandese († 1953)
- 8 gennaio - Adriano Tilgher, filosofo, saggista e critico teatrale italiano († 1941)
- 9 gennaio - Renée Chemet, violinista francese († 1977)
- 9 gennaio - Sammy Davis, pilota automobilistico britannico († 1981)
- 10 gennaio - José Américo de Almeida, scrittore, politico e insegnante brasiliano († 1980)
- 10 gennaio - Robinson Jeffers, poeta statunitense († 1962)
- 10 gennaio - Maurice Olivier, calciatore francese († 1978)
- 10 gennaio - Antonio Zanella, partigiano, artigiano e allevatore italiano († 1955)
- 11 gennaio - Monte Blue, attore statunitense († 1963)
- 11 gennaio - Aldo Leopold, ecologo statunitense († 1948)
- 11 gennaio - Gian Giacomo Porro, archeologo e epigrafista italiano († 1915)
- 12 gennaio - Estella Canziani, scrittrice e artista britannica († 1964)
- 12 gennaio - Francesco Lardone, arcivescovo cattolico e diplomatico italiano († 1980)
- 13 gennaio - Alban Curteis, ammiraglio britannico († 1961)
- 13 gennaio - Gabriel Gabrio, attore francese († 1946)
- 13 gennaio - Friedrich Gogarten, teologo tedesco († 1967)
- 13 gennaio - Joel Teitelbaum, rabbino e mistico ungherese († 1979)
- 14 gennaio - Charles Marion, cavaliere francese († 1944)
- 14 gennaio - Giovanni Ravelli, motociclista e aviatore italiano († 1919)
- 14 gennaio - Cayetano Saporiti, calciatore uruguaiano († 1954)
- 15 gennaio - Jay Nash McCrea, pistard statunitense († 1959)
- 15 gennaio - Mauro Pellicioli, restauratore e pittore italiano († 1974)
- 15 gennaio - Charley Rogers, attore, sceneggiatore e regista cinematografico statunitense († 1956)
- 15 gennaio - Tatiana Schucht, insegnante e traduttrice russa († 1943)
- 16 gennaio - Johan Furstner, ammiraglio e politico olandese († 1970)
- 16 gennaio - John R. Hamilton, attore statunitense († 1958)
- 16 gennaio - Ralph Ince, regista e attore statunitense († 1937)
- 16 gennaio - George Kelly, commediografo, sceneggiatore e regista teatrale statunitense († 1974)
- 16 gennaio - Jessalyn Van Trump, attrice statunitense († 1939)
- 17 gennaio - Fedele De Giorgis, generale italiano († 1964)
- 17 gennaio - Marcel Godivier, ciclista su strada e pistard francese († 1963)
- 17 gennaio - Andrej Škuro, generale russo († 1947)
- 18 gennaio - William Franke Harling, compositore britannico († 1958)
- 19 gennaio - Antonio Ruggero Maria Giorgi, pittore e incisore italiano († 1983)
- 19 gennaio - Alexander Woollcott, giornalista, critico letterario e conduttore radiofonico statunitense († 1943)
- 20 gennaio - Antanas Merkys, politico lituano († 1955)
- 21 gennaio - Wolfgang Köhler, psicologo tedesco († 1967)
- 21 gennaio - Cino Macrelli, avvocato, giornalista e politico italiano († 1963)
- 21 gennaio - Ernest Holmes, religioso statunitense († 1960)
- 21 gennaio - Georges Vézina, hockeista su ghiaccio canadese († 1926)
- 21 gennaio - William Webb, avvocato australiano († 1972)
- 21 gennaio - Jerzy Żurawlew, pianista e direttore d'orchestra polacco († 1980)
- 22 gennaio - Giovanni Grande, pittore italiano († 1937)
- 22 gennaio - Franco Michele Napolitano, musicista italiano († 1960)
- 22 gennaio - Niels Turin-Nielsen, ginnasta danese († 1964)
- 22 gennaio - Bruno Åkesson, lottatore svedese († 1971)
- 23 gennaio - Miklós Kállay, politico ungherese († 1967)
- 23 gennaio - Dorothy Payne Whitney, filantropa e editrice statunitense († 1968)
- 23 gennaio - Moammed Sceab, poeta libanese († 1913)
- 23 gennaio - Fulvio Suvich, politico e diplomatico italiano († 1980)
- 23 gennaio - Stasys Šimkus, compositore lituano († 1943)
- 24 gennaio - Salvatore Caronia Roberti, architetto e ingegnere italiano († 1970)
- 24 gennaio - Jean-Henri Humbert, esploratore e botanico francese († 1967)
- 24 gennaio - Béla Kelemen, calciatore ungherese († 1956)
- 25 gennaio - Diego Valeri, poeta, traduttore e saggista italiano († 1976)
- 25 gennaio - Aloys Wenzl, filosofo, scrittore e docente tedesco († 1967)
- 26 gennaio - François Faber, ciclista su strada lussemburghese († 1915)
- 26 gennaio - Luigi Maria Magistretti, arpista italiano († 1956)
- 26 gennaio - Marc Mitscher, ammiraglio statunitense († 1947)
- 26 gennaio - Violet Wegner, attrice e cantante britannica († 1960)
- 27 gennaio - Carl Blegen, archeologo statunitense († 1971)
- 27 gennaio - Karel Lamač, regista, sceneggiatore e attore ceco († 1952)
- 27 gennaio - Ottorino Luschi, fantino italiano († 1970)
- 27 gennaio - Paul Wenzel, militare e aviatore tedesco († 1964)
- 28 gennaio - Fanny Anitúa, contralto messicano († 1969)
- 28 gennaio - Domenico Bulgarini, editore e scrittore italiano († 1966)
- 28 gennaio - Carlo Hopf, calciatore svizzero († 1959)
- 28 gennaio - Francesco Merli, tenore italiano († 1976)
- 28 gennaio - Arthur Rubinstein, pianista polacco († 1982)
- 29 gennaio - Giacinto Giovanni Ambrosi, arcivescovo cattolico italiano († 1965)
- 29 gennaio - Wellington Koo, politico e diplomatico cinese († 1985)
- 29 gennaio - Augusto Guglielmo di Prussia, principe prussiano († 1949)
- 29 gennaio - Julián Ruete, calciatore, arbitro di calcio e allenatore di calcio spagnolo († 1939)
- 29 gennaio - René Spitz, medico, psicologo e psicoanalista austriaco († 1974)
- 30 gennaio - June Mathis, sceneggiatrice e montatrice statunitense († 1927)
- 30 gennaio - Lotte Pritzel, artista e costumista tedesca († 1952)
- 30 gennaio - Jordi Rubió i Balaguer, bibliotecario, filologo e storico spagnolo († 1982)
- 30 gennaio - Azaria Tedeschi, militare italiano († 1917)
- 31 gennaio - Charley Johnson, lottatore statunitense († 1967)
- 31 gennaio - Giuseppe Zirpolo, zoologo italiano († 1943)

## Febbraio(91)
- 1º febbraio - Åke Åkerlund, medico svedese († 1958)
- 1º febbraio - Charles Nordhoff, romanziere inglese († 1947)
- 1º febbraio - Ernst Sittig, filologo classico, linguista e etruscologo tedesco († 1955)
- 2 febbraio - Oswald Carver, canottiere britannico († 1915)
- 2 febbraio - Julio Chulilla Gazol, calciatore e editore spagnolo († 1960)
- 2 febbraio - Ernst Hanfstaengl, imprenditore tedesco († 1975)
- 2 febbraio - Stefano Pittaluga, produttore cinematografico e editore italiano († 1931)
- 2 febbraio - Mario Roatta, generale e agente segreto italiano († 1968)
- 3 febbraio - Luigi Barbieri, calciatore italiano († 1931)
- 3 febbraio - Giulio Bucciolini, giornalista, commediografo e scrittore italiano († 1974)
- 3 febbraio - Silvio D'Amico, critico teatrale italiano († 1955)
- 3 febbraio - Giulio Fregosi, baritono italiano († 1951)
- 3 febbraio - Emilia Gubitosi, pianista, direttrice di coro e compositrice italiana († 1972)
- 3 febbraio - Carlo Jachino, compositore italiano († 1971)
- 3 febbraio - Max Josef Metzger, presbitero tedesco († 1944)
- 3 febbraio - Lisa Regnell, tuffatrice svedese († 1979)
- 3 febbraio - Georg Trakl, poeta austriaco († 1914)
- 4 febbraio - Zena Dare, attrice e cantante inglese († 1975)
- 4 febbraio - Ilario Margarita, operaio e anarchico italiano († 1974)
- 4 febbraio - Salama Musa, giornalista egiziano († 1958)
- 4 febbraio - Masaichi Niimi, ammiraglio giapponese († 1993)
- 5 febbraio - Ömer Nishani, politico albanese († 1954)
- 6 febbraio - Billy Dean, pallanuotista britannico († 1949)
- 6 febbraio - Josef Frings, cardinale e arcivescovo cattolico tedesco († 1978)
- 6 febbraio - Zigfrīds Anna Meierovics, politico lettone († 1925)
- 6 febbraio - Ernesto Paci, astronomo e presbitero italiano († 1934)
- 6 febbraio - Béla Révész, calciatore e allenatore di calcio ungherese († 1939)
- 7 febbraio - Walter Janssen, attore e regista tedesco († 1976)
- 7 febbraio - Leo Spitzer, linguista e filologo austriaco († 1960)
- 7 febbraio - Michele Peiró Victori, spagnolo († 1936)
- 8 febbraio - Ernest Burri, aviatore svizzero († 1969)
- 8 febbraio - René Camard, calciatore francese († 1915)
- 9 febbraio - Karl Aegli, calciatore svizzero
- 9 febbraio - Pietro Leo, politico e storico italiano († 1967)
- 9 febbraio - Adrian Stokes, batteriologo inglese († 1927)
- 10 febbraio - Adile Sultan, principessa ottomana († 1973)
- 10 febbraio - Dmitrij Grigor'evič Bogrov, rivoluzionario russo († 1911)
- 10 febbraio - Mario Marghinotti, generale italiano
- 10 febbraio - E. V. Rieu, traduttore e editore britannico († 1972)
- 10 febbraio - Karl Zuchardt, scrittore tedesco († 1968)
- 11 febbraio - Antonio Barone, militare italiano († 1909)
- 11 febbraio - Henry Kent Hewitt, ammiraglio statunitense († 1972)
- 11 febbraio - Ivan Šadr, scultore russo († 1941)
- 11 febbraio - Louis Persinger, violinista e insegnante statunitense († 1966)
- 12 febbraio - Alessandro Alvisi, cavaliere italiano († 1951)
- 12 febbraio - Edelmiro Julián Farrell, generale e politico argentino († 1980)
- 12 febbraio - Calogero Lo Bue, mafioso italiano († 1953)
- 12 febbraio - Egilberto Martire, giornalista e politico italiano († 1952)
- 13 febbraio - Géza Csáth, scrittore e psichiatra ungherese († 1919)
- 13 febbraio - Elow Kihlgren, diplomatico e imprenditore svedese († 1974)
- 13 febbraio - Max Neufeld, regista, attore e sceneggiatore austriaco († 1967)
- 14 febbraio - Axel Rydin, velista svedese († 1971)
- 14 febbraio - Albert Willemetz, librettista e paroliere francese († 1964)
- 15 febbraio - Frank Chodorov, politologo e saggista statunitense († 1966)
- 16 febbraio - Ernesto Carpano Maglioli, avvocato e politico italiano († 1955)
- 16 febbraio - Kathleen Clifford, attrice statunitense († 1962)
- 16 febbraio - Benvenuto Maria Disertori, musicologo e incisore italiano († 1969)
- 16 febbraio - Jesse Oldendorf, ammiraglio statunitense († 1974)
- 17 febbraio - Joseph Bech, politico lussemburghese († 1975)
- 17 febbraio - Nils Granfelt, ginnasta svedese († 1959)
- 17 febbraio - Leevi Madetoja, compositore finlandese († 1947)
- 18 febbraio - Guido Della Bona, generale italiano († 1979)
- 18 febbraio - Gaja Gaj, generale sovietico († 1937)
- 18 febbraio - Harriet Löwenhjelm, poetessa e pittrice svedese († 1918)
- 19 febbraio - Vladimiro Arangio-Ruiz, filosofo e grecista italiano († 1952)
- 19 febbraio - Kate Gillou, tennista francese († 1964)
- 19 febbraio - Giovanni Rossi, presbitero italiano († 1975)
- 19 febbraio - Paul Terry, produttore cinematografico, regista e sceneggiatore statunitense († 1971)
- 19 febbraio - Paul Wolff, fotografo tedesco († 1951)
- 20 febbraio - Carl Ebert, attore, regista e direttore teatrale tedesco († 1980)
- 20 febbraio - Robert Firth, calciatore e allenatore di calcio inglese († 1966)
- 20 febbraio - Santi Quasimodo, generale italiano († 1945)
- 21 febbraio - Korechika Anami, generale giapponese († 1945)
- 21 febbraio - Maude Farris-Luse, supercentenaria statunitense († 2002)
- 21 febbraio - Savelij Grigor'evič Tartakover, scacchista polacco († 1956)
- 22 febbraio - Albert Herman, regista, sceneggiatore e produttore cinematografico statunitense († 1958)
- 22 febbraio - Giuseppe Peretti, anarchico e antifascista svizzero († 1966)
- 23 febbraio - Wouter Lutkie, presbitero e politico olandese († 1968)
- 23 febbraio - Karl Neumer, pistard tedesco († 1984)
- 24 febbraio - Wilhelm Brekke, calciatore norvegese († 1938)
- 24 febbraio - Boris Kostić, scacchista jugoslavo († 1963)
- 25 febbraio - Andrew McNaughton, generale, politico e scienziato canadese († 1966)
- 25 febbraio - José Razzano, cantante e compositore uruguaiano († 1960)
- 26 febbraio - Grover Cleveland Alexander, giocatore di baseball statunitense († 1950)
- 26 febbraio - Fratelli Calvi, militare e alpinista italiano († 1920)
- 26 febbraio - William Frawley, attore statunitense († 1966)
- 27 febbraio - Giuseppe Monnanni, editore, scrittore e anarchico italiano († 1952)
- 27 febbraio - Arvo Lindén, lottatore finlandese († 1941)
- 27 febbraio - Harald Wallin, velista svedese († 1946)
- 28 febbraio - Ettore Apollonj, bibliotecario italiano († 1978)
- 28 febbraio - Carlo Durando, ciclista su strada italiano († 1969)

## Marzo(110)
- 1º marzo - Pavel Vladimirovič Argeev, ufficiale russo († 1922)
- 1º marzo - Adolf Grohmann, arabista e ebraista austriaco († 1977)
- 1º marzo - Mario Lomini, pittore italiano († 1948)
- 1º marzo - Georg-Hans Reinhardt, generale tedesco († 1963)
- 2 marzo - Roberto Lerici, generale italiano († 1980)
- 2 marzo - Arturo Stanghellini, scrittore italiano († 1948)
- 3 marzo - Edgardo Lami Starnuti, politico, avvocato e giornalista italiano († 1968)
- 3 marzo - Francesco Mauro, dirigente sportivo e politico italiano († 1952)
- 3 marzo - Giusto Senes, arbitro di calcio italiano († 1977)
- 3 marzo - Kurt Wolff, editore, scrittore e giornalista tedesco († 1963)
- 4 marzo - Gustavo di Danimarca, principe danese († 1944)
- 4 marzo - Wilfrid Thomas Reid, ingegnere britannico († 1968)
- 4 marzo - Heitor Villa-Lobos, compositore e polistrumentista brasiliano († 1959)
- 5 marzo - Bonaventura Ferrazzutto, politico e partigiano italiano († 1944)
- 5 marzo - Hector Goetinck, calciatore e allenatore di calcio belga († 1943)
- 6 marzo - Jean Choux, regista francese († 1946)
- 6 marzo - Attilio Guiot, arbitro di calcio italiano
- 6 marzo - Konstantin Skorobogatov, attore sovietico († 1969)
- 7 marzo - Camillo Bruto Bonzi, scrittore, regista e sceneggiatore italiano († 1961)
- 7 marzo - Philip Brocklehurst, militare, geologo e esploratore britannico († 1975)
- 7 marzo - Heino Eller, compositore e docente estone († 1970)
- 7 marzo - Luigi Maria Grassi, vescovo cattolico italiano († 1948)
- 7 marzo - Aldo Moratti, religioso italiano († 1951)
- 8 marzo - Patrick O'Connell, calciatore e allenatore di calcio irlandese († 1959)
- 8 marzo - Una Troubridge, scultrice e traduttrice britannica († 1963)
- 8 marzo - Vincenzo Torraca, giornalista e impresario teatrale italiano († 1979)
- 8 marzo - Harry Wulze, sceneggiatore, regista e attore statunitense († 1923)
- 9 marzo - Henri Bédarida, italianista, critico letterario e saggista francese († 1957)
- 9 marzo - Henri Moigneu, calciatore francese († 1937)
- 9 marzo - Allan Sears, attore statunitense († 1942)
- 10 marzo - Nils Andersson, calciatore svedese († 1947)
- 10 marzo - Melville W. Brown, regista e sceneggiatore statunitense († 1938)
- 10 marzo - Innocenzo dell'Immacolata, presbitero e religioso spagnolo († 1934)
- 10 marzo - Valter Lidén, calciatore svedese († 1969)
- 10 marzo - Maria Rosa Punzirudu, cantante italiana († 1964)
- 10 marzo - Hugh Roddin, pugile britannico († 1954)
- 10 marzo - Sven Rosén, ginnasta svedese († 1963)
- 10 marzo - Provino Valle, architetto italiano († 1955)
- 11 marzo - Al Ernest Garcia, attore statunitense († 1938)
- 11 marzo - Raoul Walsh, regista cinematografico, attore e sceneggiatore statunitense († 1980)
- 12 marzo - Bengt Lagercrantz, tiratore a volo svedese († 1924)
- 12 marzo - Karl-Johan Svensson, ginnasta svedese († 1964)
- 13 marzo - Tilde Kassay, attrice italiana († 1964)
- 13 marzo - Raymond Thayer Birge, fisico statunitense († 1980)
- 13 marzo - Alexander Vandegrift, generale statunitense († 1973)
- 14 marzo - Sylvia Beach, editrice statunitense († 1962)
- 14 marzo - Alice Elizabeth Doherty, circense statunitense († 1933)
- 14 marzo - Abdülhak Şinasi Hisar, scrittore turco († 1963)
- 14 marzo - Maria Messina, scrittrice italiana († 1944)
- 14 marzo - Charles Reisner, regista e attore statunitense († 1962)
- 14 marzo - Leon Schiller, regista polacco († 1954)
- 15 marzo - Giorgio Carlo Calvi di Bergolo, nobile e generale italiano († 1977)
- 15 marzo - Francis P. Matthews, politico statunitense († 1952)
- 15 marzo - Mustafa Merlika Kruja, politico albanese († 1958)
- 15 marzo - Marjorie Merriweather Post, imprenditrice, socialite e filantropa statunitense († 1973)
- 16 marzo - Samuel Stillman Berry, zoologo statunitense († 1984)
- 17 marzo - Maria Fioroni, archeologa e storica italiana († 1970)
- 17 marzo - Emanoil Ionescu, militare e aviatore rumeno († 1949)
- 17 marzo - Wilhelm Kreis, architetto tedesco († 1955)
- 17 marzo - Karel Vaněk, scrittore e giornalista ceco († 1933)
- 18 marzo - Róbert Berény, pittore ungherese († 1953)
- 19 marzo - Guido Ferrazza, architetto e urbanista italiano († 1961)
- 19 marzo - José Méndez, giocatore di baseball cubano († 1928)
- 20 marzo - Gilbert Brébion, calciatore francese († 1970)
- 20 marzo - Lawrence M. Judd, politico statunitense († 1968)
- 20 marzo - Pat Page, cestista, giocatore di baseball e giocatore di football americano statunitense († 1965)
- 20 marzo - Piero Pisenti, politico e avvocato italiano († 1980)
- 20 marzo - Henrik Robert, velista norvegese († 1971)
- 20 marzo - Paul Schebesta, religioso, antropologo e linguista tedesco († 1967)
- 21 marzo - Luigi Filippo di Braganza, nobile portoghese († 1908)
- 21 marzo - Francesco Giunta, politico italiano († 1971)
- 21 marzo - Lajos Kassák, scrittore, artista e giornalista ungherese († 1967)
- 21 marzo - Erich Mendelsohn, architetto tedesco († 1953)
- 21 marzo - Edwin Scharff, scultore tedesco († 1955)
- 22 marzo - Lyda Borelli, attrice italiana († 1959)
- 22 marzo - Chico Marx, comico, attore e pianista statunitense († 1961)
- 22 marzo - Knut Nilsson, calciatore svedese († 1959)
- 23 marzo - Napoleone Aprilis, politico e ingegnere italiano († 1966)
- 23 marzo - Josef Čapek, pittore e scrittore ceco († 1945)
- 23 marzo - Arthur Chickering, aracnologo e zoologo statunitense († 1974)
- 23 marzo - Ercole Ercole, generale, aviatore e militare italiano († 1967)
- 23 marzo - Juan Gris, pittore e scenografo spagnolo († 1927)
- 23 marzo - Anthony van Hoboken, musicologo olandese († 1983)
- 23 marzo - Feliks Feliksovič Jusupov, nobile russo († 1967)
- 23 marzo - Florio Marsili, canottiere e nuotatore italiano († 1916)
- 24 marzo - Roscoe Arbuckle, attore, produttore cinematografico e regista statunitense († 1933)
- 24 marzo - Helge Auleb, militare tedesco († 1964)
- 24 marzo - Oleg Nikolaevič Frelich, regista cinematografico russo († 1953)
- 24 marzo - Ireneo Vinciguerra, politico italiano († 1954)
- 25 marzo - Geoffrey Keynes, medico, chirurgo e scrittore inglese († 1982)
- 25 marzo - Chūichi Nagumo, ammiraglio giapponese († 1944)
- 25 marzo - Gustave Prouvost, pallanuotista francese
- 25 marzo - Arthur Wackenreuther, calciatore austriaco († 1952)
- 25 marzo - Hans Joachim von Mellenthin, militare tedesco († 1971)
- 26 marzo - Dante Armanetti, anarchico e antifascista italiano († 1958)
- 26 marzo - Pietro Barillà, pittore italiano († 1953)
- 26 marzo - Rose Lichtenstein, attrice tedesca († 1955)
- 26 marzo - Adolf Winkelmann, medico tedesco († 1947)
- 27 marzo - Chapman Grant, erpetologo statunitense († 1983)
- 27 marzo - Renato Mazzolani, marinaio e militare italiano († 1945)
- 27 marzo - Väinö Siikaniemi, giavellottista finlandese († 1932)
- 28 marzo - Oreste Albertini, pittore italiano († 1953)
- 28 marzo - Sigrid Fick, tennista finlandese († 1979)
- 29 marzo - Cecil Holland, attore e truccatore britannico († 1973)
- 29 marzo - Phahon Phonphayuhasena, politico e generale thailandese († 1947)
- 30 marzo - Rudolf Keydell, filologo classico e bibliotecario tedesco († 1982)
- 30 marzo - Raniero Pasqui, tuffatore e disegnatore italiano († 1967)
- 31 marzo - Willi Knesebeck, calciatore tedesco († 1956)
- 31 marzo - Donald Ryder Dickey, ornitologo statunitense († 1932)
- 31 marzo - Umberto Zanolini, ginnasta italiano († 1973)

## Aprile(80)
- 1º aprile - Leonard Bloomfield, linguista statunitense († 1949)
- 1º aprile - Mario Cevolotto, politico italiano († 1953)
- 1º aprile - Richard Christensen, attore danese († 1944)
- 1º aprile - Anna Fitziu, soprano statunitense († 1967)
- 1º aprile - Ivan Petrovič Kavaleridze, regista cinematografico e scultore ucraino († 1978)
- 2 aprile - Frithjof Skonnord, calciatore norvegese († 1971)
- 2 aprile - Maurice Vandendriessche, calciatore francese († 1959)
- 3 aprile - Joseph Hurard, pittore francese († 1956)
- 3 aprile - Silvio Pellerani, calciatore italiano († 1945)
- 3 aprile - Nishizō Tsukahara, ammiraglio giapponese († 1966)
- 3 aprile - Domenico Viotto, politico e antifascista italiano († 1976)
- 4 aprile - Minčo Nejčev, politico bulgaro († 1956)
- 5 aprile - William Cowhig, ginnasta britannico († 1964)
- 5 aprile - Hedwig Kohn, fisica tedesca († 1964)
- 6 aprile - Francesco Amilcare Dupanloup, generale italiano († 1945)
- 6 aprile - Milburn Morante, attore e regista statunitense († 1964)
- 6 aprile - Filippo Sacchi, giornalista, scrittore e critico cinematografico italiano († 1971)
- 7 aprile - Carl Krauch, chimico e imprenditore tedesco († 1968)
- 8 aprile - Walter Connolly, attore statunitense († 1940)
- 9 aprile - Florence Price, compositrice, pianista e organista statunitense († 1953)
- 9 aprile - Vicleffo Scamuzzi, baritono italiano († 1955)
- 10 aprile - Pavel Golia, poeta e drammaturgo sloveno († 1959)
- 10 aprile - Bernardo Alberto Houssay, medico e fisiologo argentino († 1971)
- 10 aprile - Robert Leiber, presbitero, gesuita e storico tedesco († 1967)
- 10 aprile - Alf Lie, ginnasta norvegese († 1969)
- 10 aprile - Franco Varisco, calciatore e arbitro di calcio italiano († 1970)
- 11 aprile - Alan Lascelles, ufficiale inglese († 1981)
- 11 aprile - Jack Phillips, ufficiale britannico († 1912)
- 11 aprile - Lina Pietravalle, scrittrice italiana († 1956)
- 11 aprile - Jamini Roy, pittore indiano († 1972)
- 12 aprile - Harold Lockwood, attore statunitense († 1918)
- 13 aprile - Peter Ratican, calciatore statunitense († 1922)
- 13 aprile - Pastora Imperio, ballerina, cantante e attrice spagnola († 1979)
- 14 aprile - Becher Gale, canottiere canadese († 1950)
- 14 aprile - Joseph Graybill, attore statunitense († 1913)
- 14 aprile - Giorgio Muggiani, illustratore, grafico e dirigente sportivo italiano († 1938)
- 14 aprile - Franz Seitz Sr., regista e sceneggiatore tedesco († 1952)
- 14 aprile - Gero Zambuto, attore, doppiatore e regista italiano († 1944)
- 15 aprile - Stéphanie Guerzoni, pittrice svizzera († 1970)
- 15 aprile - Roundell Palmer, III conte di Selborne, politico inglese († 1971)
- 15 aprile - Felix Pipes, tennista austriaco († 1983)
- 16 aprile - Henry Gordon Bennett, generale australiano († 1962)
- 16 aprile - Mario Bruschera, ciclista su strada italiano († 1968)
- 16 aprile - Hermann Martens, pistard tedesco († 1916)
- 16 aprile - Paul-Marie-André Richaud, cardinale e arcivescovo cattolico francese († 1968)
- 16 aprile - Guðjón Samúelsson, architetto islandese († 1950)
- 17 aprile - Attilio Colombo, calciatore italiano († 1961)
- 17 aprile - Clodomiro Picado Twight, biologo costaricano († 1944)
- 18 aprile - Giuseppe Galbai, ciclista su strada, pilota motociclistico e imprenditore italiano († 1973)
- 18 aprile - Naruhisa, principe Kitashirakawa, principe e militare giapponese († 1923)
- 19 aprile - Volrado di Schaumburg-Lippe, principe tedesco († 1962)
- 21 aprile - Pasquale Alécce, imprenditore italiano († 1955)
- 21 aprile - Riccardo Grazioli Lante della Rovere, militare italiano († 1911)
- 21 aprile - Raffaele Manari, presbitero, organista e compositore italiano († 1933)
- 21 aprile - Joe McCarthy, allenatore di baseball statunitense († 1978)
- 21 aprile - Lillian Walker, attrice statunitense († 1975)
- 21 aprile - Alessandra Vittoria di Schleswig-Holstein-Sonderburg-Glücksburg, principessa († 1957)
- 22 aprile - Harald Bohr, matematico e calciatore danese († 1951)
- 22 aprile - James Norman Hall, scrittore statunitense († 1951)
- 22 aprile - Flora Morris, attrice britannica († 1953)
- 23 aprile - Vittorio Genovesi, gesuita e poeta italiano († 1967)
- 23 aprile - George Patterson, allenatore di calcio inglese († 1955)
- 24 aprile - Giuseppe Camperio, arbitro di calcio e calciatore italiano
- 24 aprile - Wilhelm Schmieger, calciatore austriaco († 1950)
- 25 aprile - Filiberto Dalmazzo, dirigente sportivo italiano († 1940)
- 25 aprile - Julius Spier, psicologo tedesco († 1942)
- 26 aprile - Elisabeth Risdon, attrice britannica († 1958)
- 27 aprile - Margherita Confalonieri Belgiojoso, pittrice italiana († 1957)
- 27 aprile - Yngve Stiernspetz, ginnasta svedese († 1945)
- 27 aprile - Warren Wood, golfista statunitense († 1926)
- 28 aprile - Thomas Valentin Aass, politico e velista norvegese († 1961)
- 29 aprile - Otto Dumke, calciatore tedesco († 1912)
- 29 aprile - Harold Fleming, calciatore inglese († 1955)
- 29 aprile - Armando Migliari, attore italiano († 1976)
- 29 aprile - Arthur Moore, britannico († 1949)
- 29 aprile - Ray Thorne, nuotatore statunitense († 1921)
- 29 aprile - Erich Waschneck, regista, direttore della fotografia e produttore cinematografico tedesco († 1970)
- 30 aprile - Hooper Atchley, attore statunitense († 1943)
- 30 aprile - Alfonso Calzolari, ciclista su strada italiano († 1983)
- 30 aprile - Adolf Robyns, calciatore belga

## Maggio(109)
- 1º maggio - Bessarione, missionario, politico e arcivescovo ortodosso albanese († 1965)
- 1º maggio - Andrea Caffi, filosofo, politico e giornalista italiano († 1955)
- 1º maggio - Vincenzo Cardarelli, poeta, scrittore e giornalista italiano († 1959)
- 1º maggio - Alan Cunningham, generale britannico († 1983)
- 2 maggio - Vernon Castle, ballerino inglese († 1918)
- 2 maggio - Eddie Collins, giocatore di baseball statunitense († 1951)
- 2 maggio - Joseph Pinzolo, mafioso italiano († 1930)
- 2 maggio - Pietro Silva, storico italiano († 1954)
- 3 maggio - Ernesto Battaglini, magistrato italiano († 1960)
- 3 maggio - Marica Cotopuli, attrice greca († 1954)
- 3 maggio - Luigi Pollak, calciatore italiano († 1920)
- 4 maggio - Carlo Gallotti, militare e aviatore italiano
- 5 maggio - Mervyn Bennion, militare statunitense († 1941)
- 5 maggio - Geoffrey Fisher, vescovo anglicano britannico († 1972)
- 5 maggio - Estelle Hemsley, attrice statunitense († 1968)
- 5 maggio - Viktor Ravasz, politico slovacco († 1957)
- 6 maggio - Michael Browne, cardinale e arcivescovo cattolico irlandese († 1971)
- 7 maggio - Benjamin Glazer, sceneggiatore e produttore cinematografico statunitense († 1956)
- 7 maggio - Sándor Prokopp, tiratore a segno ungherese († 1964)
- 9 maggio - Jaroslav Čížek, calciatore boemo († 1924)
- 9 maggio - Elsa Conrad, imprenditrice tedesca († 1963)
- 9 maggio - Nikolaj Mel'nickij, tiratore a segno russo († 1965)
- 9 maggio - John Nordin, ingegnere svedese († 1983)
- 10 maggio - Alberto Canaletti Gaudenti, statistico, politico e storico italiano († 1966)
- 10 maggio - Joaquín Edwards Bello, scrittore cileno († 1968)
- 10 maggio - Günther Jachmann, filologo classico tedesco († 1979)
- 11 maggio - Cesare Carlo Baronio, presbitero italiano († 1974)
- 11 maggio - Johan Burk, canottiere olandese
- 11 maggio - Roberto Ciaramella, cantante e attore teatrale italiano († 1961)
- 11 maggio - Josef Glaser, calciatore tedesco († 1969)
- 11 maggio - Maria Gramegna, matematica italiana († 1915)
- 11 maggio - Angelo Mazzola, compositore e chitarrista italiano († 1974)
- 11 maggio - Alexander Richardson, bobbista e militare britannico († 1964)
- 12 maggio - Bertha Lewis, contralto e attrice inglese († 1931)
- 12 maggio - Leone Giacomo Ossola, arcivescovo cattolico italiano († 1951)
- 13 maggio - Elena Caragiani-Stoienescu, aviatrice rumena († 1929)
- 13 maggio - Lorna Hodgkinson, educatrice e psicologa australiana († 1951)
- 13 maggio - Bernard Schuler, calciatore svizzero
- 13 maggio - Jorge de Paiva, schermidore portoghese († 1937)
- 14 maggio - Luigi Greco, ingegnere italiano († 1964)
- 14 maggio - Matti Markkanen, ginnasta finlandese († 1942)
- 14 maggio - Petter Martinsen, ginnasta norvegese († 1972)
- 14 maggio - William Thomas Porter, arcivescovo cattolico e missionario britannico († 1966)
- 15 maggio - Edwin Muir, poeta, scrittore e traduttore britannico († 1959)
- 16 maggio - Ambrogio Fossati, scultore e ebanista italiano († 1957)
- 16 maggio - Luigi Montagna, wrestler, pugile e attore italiano († 1950)
- 16 maggio - Igor' Severjanin, poeta russo († 1941)
- 16 maggio - Laura Wheeler Waring, pittrice, illustratrice e educatrice statunitense († 1948)
- 18 maggio - Salvator Gotta, scrittore italiano († 1980)
- 18 maggio - Louis René Edmond Le Pivain, ammiraglio francese († 1962)
- 18 maggio - Philip Lonergan, sceneggiatore statunitense († 1940)
- 18 maggio - Jeanie Macpherson, sceneggiatrice, attrice e regista statunitense († 1946)
- 18 maggio - Paolo Piacco, calciatore italiano († 1960)
- 18 maggio - Santi Savarino, giornalista, commediografo e politico italiano († 1966)
- 18 maggio - Ulisse Scarpetta, militare italiano († 1917)
- 18 maggio - Ernst Wiechert, scrittore tedesco († 1950)
- 19 maggio - Harry Chamberlin, cavaliere statunitense († 1944)
- 19 maggio - Ferdinand Guillaume, attore, produttore cinematografico e regista francese († 1977)
- 19 maggio - Gregorio Marañón, medico, scrittore e filosofo spagnolo († 1960)
- 20 maggio - Ciro Cafforio, giornalista e archeologo italiano († 1963)
- 20 maggio - Paolino Pellanda, politico italiano († 1961)
- 21 maggio - Rodolfo Boselli, militare italiano († 1912)
- 21 maggio - Avenir Aleksandrovič Jakovkin, astronomo russo († 1974)
- 21 maggio - Philip Joubert de la Ferté, aviatore inglese († 1965)
- 21 maggio - Olga Oelkers, schermitrice tedesca († 1969)
- 21 maggio - Elizabeth Polunin, scenografa e pittrice britannica († 1950)
- 21 maggio - Mabel Taliaferro, attrice statunitense († 1979)
- 22 maggio - Arthur Cravan, poeta e pugile inglese († 1918)
- 22 maggio - Fred Gilmore, pugile statunitense († 1969)
- 22 maggio - Frank Nelson, astista statunitense († 1970)
- 22 maggio - Adolfo Quintieri, avvocato e politico italiano († 1970)
- 22 maggio - A. W. Sandberg, regista e sceneggiatore danese († 1938)
- 22 maggio - Ettore Tedesco, politico italiano
- 23 maggio - Jose Collins, attrice e cantante britannica († 1958)
- 23 maggio - Otto van der Haegen, militare e aviatore tedesco († 1915)
- 23 maggio - Vester Pegg, attore statunitense († 1951)
- 23 maggio - Joe Ryan, attore statunitense († 1944)
- 23 maggio - Albert Thoralf Skolem, matematico norvegese († 1963)
- 24 maggio - Giuseppe Aonzo, comandante marittimo e militare italiano († 1954)
- 24 maggio - Salvatore Galgano, giurista italiano († 1965)
- 24 maggio - Edward Mannock, aviatore britannico († 1918)
- 24 maggio - Giulio Sarrocchi, schermidore italiano († 1971)
- 24 maggio - Jean de La Varende, scrittore francese († 1959)
- 25 maggio - Anselmo Bucci, pittore, incisore e scrittore italiano († 1955)
- 25 maggio - Pio da Pietrelcina, presbitero, mistico e santo italiano († 1968)
- 25 maggio - Sue Shelton White, avvocato e attivista statunitense († 1943)
- 26 maggio - Leonard Bacon, poeta, critico letterario e traduttore statunitense († 1954)
- 26 maggio - Georges Lepape, illustratore francese († 1971)
- 26 maggio - Amilcare Pettinelli, attore e doppiatore italiano († 1963)
- 26 maggio - Ba U, politico birmano († 1963)
- 27 maggio - Enrico Ferrari, politico italiano († 1969)
- 27 maggio - Freddie Grubb, ciclista su strada britannico († 1949)
- 28 maggio - Edward Bamford, militare e marinaio britannico († 1928)
- 28 maggio - Hank Mann, attore statunitense († 1971)
- 28 maggio - Jim Thorpe, multiplista, giocatore di football americano e giocatore di baseball statunitense († 1953)
- 29 maggio - Giovanni Guerrini, architetto, pittore e incisore italiano († 1972)
- 29 maggio - August Häfeli, ingegnere aeronautico svizzero († 1960)
- 29 maggio - Ernald Scattergood, calciatore inglese († 1932)
- 29 maggio - Saverio Sechini, politico, giornalista e poeta italiano († 1963)
- 29 maggio - Louis Leon Thurstone, ingegnere e psicologo statunitense († 1955)
- 29 maggio - André Trousselier, ciclista su strada francese († 1968)
- 30 maggio - Alexander Archipenko, scultore ucraino († 1964)
- 30 maggio - Einar Sahlstein, ginnasta finlandese († 1936)
- 30 maggio - Maurice Raymond Saunders, illusionista statunitense († 1948)
- 30 maggio - Gino Tagliapietra, pianista e compositore italiano († 1954)
- 31 maggio - Gunnar Björling, scrittore e poeta finlandese († 1960)
- 31 maggio - Johannes Riemann, attore, regista e sceneggiatore tedesco († 1959)
- 31 maggio - Saint-John Perse, poeta, scrittore e diplomatico francese († 1975)
- 31 maggio - Philip Tilden, architetto inglese († 1956)

## Giugno(84)
- 1º giugno - Augusto Massari, compositore e direttore d'orchestra italiano († 1970)
- 1º giugno - Donato Vestuti, giornalista italiano († 1918)
- 2 giugno - Genaro Estrada, politico, diplomatico e scrittore messicano († 1937)
- 2 giugno - Gottlieb Hering, militare e criminale di guerra tedesco († 1945)
- 2 giugno - Gjon Pantalia, gesuita albanese († 1947)
- 2 giugno - Charles Wilkes, calciatore francese († 1939)
- 3 giugno - Carlo Michelstaedter, scrittore, filosofo e poeta italiano († 1910)
- 3 giugno - Raffaele Mario Radossi, arcivescovo cattolico italiano († 1972)
- 3 giugno - Dmitrij Petrovič Žloba, militare sovietico († 1938)
- 4 giugno - Giorgio Zampori, ginnasta italiano († 1965)
- 4 giugno - Pietro Zucchinetti, calciatore italiano († 1965)
- 5 giugno - Ruth Benedict, antropologa statunitense († 1948)
- 5 giugno - Gustavo Reisoli, storico, scrittore e giornalista italiano († 1955)
- 6 giugno - Germaine Golding, tennista britannica († 1973)
- 6 giugno - Shah Mahmud Khan, politico afghano († 1959)
- 7 giugno - Giuseppe Mozzoni, pittore italiano († 1978)
- 7 giugno - Roberto Palmarocchi, storico e giornalista italiano († 1956)
- 7 giugno - Ernest Thorne, tiratore di fune britannico († 1968)
- 9 giugno - Angelo Berardi, aviatore e militare italiano († 1918)
- 9 giugno - Alighiero Miele, generale italiano († 1941)
- 10 giugno - Aage di Rosenborg, principe danese († 1940)
- 10 giugno - Harry Flood Byrd, politico statunitense († 1966)
- 10 giugno - Burckhardt Helferich, chimico tedesco († 1982)
- 10 giugno - Vladimir Ivanovič Smirnov, matematico e statistico russo († 1974)
- 10 giugno - Bruto Tessari, calciatore e arbitro di calcio italiano († 1956)
- 11 giugno - Gioacchino Di Leo, arcivescovo cattolico italiano († 1963)
- 11 giugno - Alfonso Monfardini, scultore e pittore italiano († 1965)
- 13 giugno - Jorge Chávez Dartnell, aviatore peruviano († 1910)
- 13 giugno - Bruno Frank, romanziere, drammaturgo e sceneggiatore tedesco († 1945)
- 13 giugno - André François-Poncet, ambasciatore e politico francese († 1978)
- 14 giugno - Oscar Kreuzer, tennista tedesco († 1968)
- 14 giugno - Arnolds Spekke, scrittore, diplomatico e storico lettone († 1972)
- 15 giugno - Ignazio Aphram I Barsoum, siro († 1957)
- 15 giugno - Folke Johnson, velista svedese († 1962)
- 15 giugno - Enea Mattei, imprenditore, ingegnere e filantropo italiano († 1955)
- 15 giugno - Gaston Tessier, sindacalista francese († 1960)
- 16 giugno - Vincenzo Dattilo, bibliotecario, giornalista e politico italiano († 1977)
- 16 giugno - Pier Luigi Della Torre, chirurgo italiano († 1963)
- 16 giugno - Ivy Gordon-Lennox, nobildonna inglese († 1982)
- 16 giugno - Fausto Gullo, politico italiano († 1974)
- 16 giugno - Hugo Johansson, tiratore a segno svedese († 1977)
- 16 giugno - Achille Lauro, armatore, politico e editore italiano († 1982)
- 16 giugno - Francesco Mosca, ingegnere e aviatore italiano († 1980)
- 16 giugno - Silvio Pettirossi, aviatore paraguaiano († 1916)
- 17 giugno - Johann Andres, calciatore austriaco († 1970)
- 17 giugno - Max Fehr, insegnante e musicologo svizzero († 1963)
- 17 giugno - Giuseppe Manzone, pittore italiano († 1983)
- 17 giugno - Şükrü Saracoğlu, politico e dirigente sportivo turco († 1953)
- 17 giugno - Maria Antonietta Zanelli, religiosa italiana († 1957)
- 18 giugno - Giovanni Capra, calciatore italiano († 1957)
- 18 giugno - Luigi Chiodi, ciclista su strada italiano († 1959)
- 18 giugno - Camillo Perini, aviatore austro-ungarico († 1942)
- 18 giugno - Theodore Reed, regista, produttore cinematografico e attore statunitense († 1957)
- 18 giugno - George de Relwyskow, lottatore britannico († 1943)
- 18 giugno - Ismaele Voltolini, tenore italiano († 1938)
- 18 giugno - Waloddi Weibull, ingegnere e statistico svedese († 1979)
- 18 giugno - Ursule Wibaut, calciatore francese († 1968)
- 19 giugno - Wiktor Andersson, attore svedese († 1966)
- 19 giugno - Oszkár Kálmán, basso ungherese († 1971)
- 19 giugno - Robert Wartenberg, neurologo bielorusso († 1956)
- 19 giugno - Sergej Michajlovič Širokogorov, antropologo russo († 1939)
- 20 giugno - Donatien, regista, attore e scenografo francese († 1955)
- 20 giugno - Kurt Schwitters, artista tedesco († 1948)
- 21 giugno - Norman Levi Bowen, geologo canadese († 1956)
- 21 giugno - Hastings Lionel Ismay, generale, politico e diplomatico britannico († 1965)
- 21 giugno - Sejum Mangascià, militare etiope († 1960)
- 21 giugno - Olga Raphael-Linden, attrice, pittrice e scrittrice svedese († 1967)
- 22 giugno - Santiago Amat, velista spagnolo († 1982)
- 22 giugno - Julian Huxley, biologo, genetista e scrittore britannico († 1975)
- 23 giugno - Anastasija Gendrikova, nobildonna russa († 1918)
- 23 giugno - Reinhard Goering, drammaturgo tedesco († 1936)
- 23 giugno - Hernst Marktl, calciatore tedesco
- 23 giugno - Thyde Monnier, scrittrice francese († 1967)
- 23 giugno - Oscar Olstad, ginnasta norvegese († 1977)
- 25 giugno - George Abbott, commediografo, sceneggiatore e regista statunitense († 1995)
- 25 giugno - Frigyes Karinthy, scrittore, poeta e drammaturgo austro-ungarico († 1938)
- 25 giugno - Joseph Watt, militare inglese († 1955)
- 26 giugno - Maxim Jacobsen, violinista e insegnante lettone († 1973)
- 26 giugno - Ganna Walska, cantante lirica polacca († 1984)
- 27 giugno - Pedro Landeta, religioso spagnolo († 1963)
- 28 giugno - Georges Batault, scrittore, storico e filosofo svizzero († 1963)
- 28 giugno - Enzo Biliotti, attore italiano († 1976)
- 28 giugno - Johann Meiringer, calciatore austriaco († 1961)
- 30 giugno - Victor d'Arcy, velocista britannico († 1961)

## Luglio(81)
- 1º luglio - Clive Brook, attore britannico († 1974)
- 2 luglio - Pier Fausto Barelli, ingegnere italiano († 1963)
- 2 luglio - Elisabeth Baumann-Schlachter, scrittrice svizzera († 1941)
- 2 luglio - Marcel Peyrouton, politico francese († 1983)
- 3 luglio - Joel W. Bunkley, ammiraglio statunitense († 1967)
- 3 luglio - Carl Klæth, ginnasta norvegese († 1966)
- 3 luglio - Hendrika Johanna van Leeuwen, fisica olandese († 1974)
- 3 luglio - Giuseppe Ornati, liutaio italiano († 1965)
- 3 luglio - Elith Pio, attore danese († 1983)
- 4 luglio - Pio Pion, imprenditore italiano († 1965)
- 4 luglio - Giuseppe Riccobaldi del Bava, pittore e illustratore italiano († 1976)
- 5 luglio - Karl Hanssen, calciatore tedesco († 1916)
- 6 luglio - Nicolangelo Carnimeo, generale e magistrato italiano († 1965)
- 6 luglio - Walter Flex, poeta e romanziere tedesco († 1917)
- 6 luglio - Annette Kellerman, nuotatrice e attrice australiana († 1975)
- 7 luglio - Marc Chagall, pittore russo († 1985)
- 7 luglio - Maria Damian, insegnante e antifascista italiana († 1953)
- 7 luglio - Raymond Hatton, attore statunitense († 1971)
- 7 luglio - Oreste Muzzi, nuotatore italiano († 1946)
- 7 luglio - Virgilio Polara, fisico italiano († 1974)
- 7 luglio - Charles de Rochefort, attore e regista francese († 1952)
- 8 luglio - Jean Ray, scrittore belga († 1964)
- 9 luglio - Saturnino Herrán, pittore messicano († 1918)
- 9 luglio - Emilio Mola, generale spagnolo († 1937)
- 9 luglio - Samuel Eliot Morison, ammiraglio e storico statunitense († 1976)
- 9 luglio - Antonio Pannullo, politico e magistrato italiano († 1960)
- 9 luglio - Florence Rockwell, attrice statunitense († 1964)
- 10 luglio - Mario Cavaglieri, pittore italiano († 1969)
- 10 luglio - Gé Fortgens, calciatore olandese († 1957)
- 10 luglio - Inşirah Hanım, ottomana († 1930)
- 10 luglio - Arvi Pohjanpää, ginnasta finlandese († 1959)
- 11 luglio - Giovanni Maria Visconti Venosta, diplomatico, politico e nobile italiano († 1947)
- 12 luglio - Rudolph Lewis, ciclista su strada sudafricano († 1933)
- 13 luglio - Emanuele Beraudo di Pralormo, generale e cavaliere italiano († 1960)
- 13 luglio - Walter von Brockdorff-Ahlefeldt, generale tedesco († 1943)
- 13 luglio - Fernand Faroux, calciatore francese († 1918)
- 14 luglio - Bonaventura di Santa Caterina, presbitero spagnolo († 1936)
- 14 luglio - William Heneage Ogilvie, chirurgo britannico († 1971)
- 15 luglio - Ottavio Pastore, giornalista e politico italiano († 1965)
- 15 luglio - Gavriil Konstantinovič Romanov, nobile russo († 1955)
- 16 luglio - Shoeless Joe Jackson, giocatore di baseball statunitense († 1951)
- 16 luglio - Giuseppe Morpurgo, critico letterario italiano († 1967)
- 16 luglio - Karl Uhle, calciatore tedesco († 1969)
- 16 luglio - Ferdinando Veneziale, politico italiano († 1946)
- 17 luglio - Jack Conway, regista, produttore cinematografico e attore statunitense († 1952)
- 17 luglio - George Le Guere, attore statunitense († 1947)
- 17 luglio - Carlo Pastorino, scrittore e poeta italiano († 1961)
- 18 luglio - Vidkun Quisling, militare e politico norvegese († 1945)
- 19 luglio - Ugo Attanasio, attore italiano († 1968)
- 19 luglio - Ray C. Smallwood, regista, effettista e direttore della fotografia statunitense († 1964)
- 19 luglio - Antonino Toscano, ammiraglio italiano († 1941)
- 20 luglio - Mike Gibbons, pugile statunitense († 1956)
- 22 luglio - Robert Burnett, ammiraglio britannico († 1959)
- 22 luglio - Gustav Hertz, fisico tedesco († 1975)
- 22 luglio - Otto Roettig, generale tedesco († 1966)
- 24 luglio - Gerard Bosch van Drakestein, pistard olandese († 1972)
- 25 luglio - Carl-Friedrich von Langen, cavaliere tedesco († 1934)
- 26 luglio - Karl Ansén, calciatore svedese († 1959)
- 26 luglio - Belle Daube, attrice inglese († 1959)
- 26 luglio - Reuben Leon Kahn, immunologo lituano († 1979)
- 28 luglio - Heranush Arshagyan, poetessa e romanziera armena († 1905)
- 28 luglio - Francesco Bartolomeo DeLeone, compositore statunitense († 1948)
- 28 luglio - Marcel Duchamp, pittore, scultore e scacchista francese († 1968)
- 28 luglio - Giordano Bruno Ferrari, pittore e partigiano italiano († 1944)
- 28 luglio - Angelo Franco, scultore italiano († 1961)
- 28 luglio - Tetsu Katayama, politico giapponese († 1978)
- 28 luglio - Mario Marazzani, generale italiano († 1969)
- 28 luglio - Pio Pullini, pittore, decoratore e illustratore italiano († 1955)
- 28 luglio - Raoul Stojsavljevic, aviatore e militare austro-ungarico († 1930)
- 29 luglio - Komako Kimura, attrice, danzatrice e editrice giapponese († 1980)
- 29 luglio - Tim Mara, dirigente sportivo statunitense († 1959)
- 29 luglio - Mario Puccini, scrittore italiano († 1957)
- 29 luglio - Sigmund Romberg, compositore e pianista statunitense († 1951)
- 29 luglio - Mamoru Shigemitsu, politico e diplomatico giapponese († 1957)
- 30 luglio - Marquard Schwarz, nuotatore statunitense († 1968)
- 31 luglio - Alberto Barberis, calciatore italiano († 1920)
- 31 luglio - Giacomo Belotti, pittore italiano († 1967)
- 31 luglio - Hans Freyer, sociologo tedesco († 1969)
- 31 luglio - Gina Gennai, poetessa italiana († 1976)
- 31 luglio - Mitsuru Ushijima, generale giapponese († 1945)
- 31 luglio - Mario Vallauri, glottologo e indologo italiano († 1964)

## Agosto(84)
- 1º agosto - Aldo Andreani, architetto e scultore italiano († 1971)
- 2 agosto - Oskar Anderson, statistico tedesco († 1960)
- 2 agosto - Romeo Campanini, politico e sindacalista italiano († 1956)
- 2 agosto - Gigetta Morano, attrice italiana († 1986)
- 3 agosto - Rupert Brooke, poeta e militare britannico († 1915)
- 3 agosto - Italo Oxilia, antifascista italiano († 1971)
- 3 agosto - Angelo Scatolone, militare italiano († 1916)
- 4 agosto - Ferdinando Cazzamalli, politico italiano († 1958)
- 4 agosto - Arnoldo Marcelliano Zendralli, insegnante e editore svizzero († 1961)
- 5 agosto - Reginald Owen, attore britannico († 1972)
- 5 agosto - Johannes Schneider, calciatore tedesco († 1914)
- 6 agosto - Oliver Wallace, compositore britannico († 1963)
- 7 agosto - Hermann Rauschning, politico e saggista tedesco († 1982)
- 8 agosto - Ullrich Haupt, attore tedesco († 1931)
- 8 agosto - Malcolm Keen, attore inglese († 1970)
- 8 agosto - Esmé Percy, attore e regista britannico († 1957)
- 9 agosto - Robert Odic, aviatore e generale francese († 1958)
- 9 agosto - Hans Oster, generale tedesco († 1945)
- 9 agosto - Henri Vidon, attore britannico († 1970)
- 10 agosto - Harry Johnson, pugile britannico († 1947)
- 10 agosto - Edward Leedskalnin, scultore statunitense († 1951)
- 10 agosto - Ines Viviani Donarelli, violinista e conduttrice radiofonica italiana († 1966)
- 10 agosto - Sam Warner, produttore cinematografico statunitense († 1927)
- 12 agosto - Italo Gismondi, architetto e archeologo italiano († 1974)
- 12 agosto - Walter Hempel, calciatore tedesco († 1940)
- 12 agosto - Sid Kimpton, calciatore e allenatore di calcio inglese († 1968)
- 12 agosto - Erwin Schrödinger, fisico austriaco († 1961)
- 12 agosto - Mario Trozzi, politico e sindacalista italiano († 1932)
- 12 agosto - Magnus Vigrestad, scultore norvegese († 1957)
- 13 agosto - Ettore di Giorgio, incisore e pittore italiano († 1971)
- 14 agosto - Marija Leiko, attrice lettone († 1938)
- 14 agosto - Roberto Narducci, architetto e ingegnere italiano († 1979)
- 14 agosto - Romolo Raschi, ingegnere e politico italiano († 1979)
- 15 agosto - Jesús Agustín Castro, generale e politico messicano († 1953)
- 15 agosto - Vincenzo Di Donato, compositore e violoncellista italiano († 1967)
- 15 agosto - Paul Willard Merrill, astronomo statunitense († 1961)
- 15 agosto - Jan Rudzutak, rivoluzionario, politico e sindacalista sovietico († 1938)
- 16 agosto - Jules Baierlé, calciatore svizzero († 1958)
- 17 agosto - Carlo I d'Austria, imperatore austro-ungarico († 1922)
- 17 agosto - Adriaan Fokker, fisico e musicista olandese († 1972)
- 17 agosto - Marcus Garvey, sindacalista e scrittore giamaicano († 1940)
- 17 agosto - Samuel Alphonsius Stritch, cardinale e arcivescovo cattolico statunitense († 1958)
- 18 agosto - Mario Acerbi, pittore italiano († 1982)
- 18 agosto - Édouard Bourguignon, tiratore di fune belga
- 19 agosto - Raffaele Campelli, vescovo cattolico italiano († 1982)
- 19 agosto - Filippo Corridoni, politico e giornalista italiano († 1915)
- 19 agosto - Arnaldo De Valles, giurista e avvocato italiano († 1964)
- 19 agosto - Enrico Agostino Griffini, architetto e ingegnere italiano († 1952)
- 19 agosto - Francis Ledwidge, poeta e scrittore irlandese († 1917)
- 20 agosto - Merritt Giffin, discobolo statunitense († 1911)
- 20 agosto - Georgij Vernadskij, storico russo († 1973)
- 21 agosto - James Paul Moody, marinaio britannico († 1912)
- 21 agosto - Carmel Snow, giornalista irlandese († 1961)
- 22 agosto - Walter Citrine, sindacalista e politico britannico († 1983)
- 22 agosto - Lutz Graf Schwerin von Krosigk, politico tedesco († 1977)
- 23 agosto - Fridrich Arturovič Cander, ingegnere sovietico († 1933)
- 23 agosto - Albert Gutterson, lunghista statunitense († 1965)
- 23 agosto - Alvin Hansen, economista statunitense († 1975)
- 24 agosto - Harry Hooper, giocatore di baseball statunitense († 1974)
- 24 agosto - Carl Møller, canottiere danese († 1948)
- 24 agosto - Jal'mar Teravajn, calciatore russo
- 25 agosto - Elof Ericsson, politico svedese († 1961)
- 25 agosto - Bel Ami, giornalista, commediografo e paroliere italiano († 1961)
- 25 agosto - Fartein Valen, compositore norvegese († 1952)
- 26 agosto - Carl Boese, regista tedesco († 1958)
- 26 agosto - René Maunier, sociologo francese († 1951)
- 27 agosto - James Finlayson, attore scozzese († 1953)
- 27 agosto - Giorgio Karađorđević, principe serbo († 1972)
- 27 agosto - Mario Merlin, militare italiano († 1917)
- 27 agosto - Léon Rey, archeologo francese († 1954)
- 27 agosto - Adolfo Tunesi, ginnasta italiano († 1964)
- 28 agosto - Reginaldo Giuliani, religioso, militare e predicatore italiano († 1936)
- 28 agosto - Otto Guggenberg, politico italiano († 1971)
- 28 agosto - Roger Piérard, calciatore belga
- 29 agosto - Charles Bugbee, pallanuotista britannico († 1959)
- 29 agosto - Lucindo Faggin, militare italiano († 1916)
- 29 agosto - Vittorio Faroppa, calciatore e allenatore di calcio italiano († 1958)
- 29 agosto - Carlo H. De' Medici, giornalista e scrittore italiano († 1956)
- 30 agosto - Kalle Anttila, lottatore finlandese († 1975)
- 30 agosto - Adam Kuckhoff, scrittore, giornalista e drammaturgo tedesco († 1943)
- 31 agosto - Zenobia Camprubí, scrittrice e traduttrice spagnola († 1956)
- 31 agosto - Tom Carpenter, giocatore di snooker gallese
- 31 agosto - William McMillan, scultore e medaglista scozzese († 1977)
- 31 agosto - Friedrich Adolf Paneth, chimico austriaco († 1958)

## Settembre(101)
- 1º settembre - Blaise Cendrars, scrittore svizzero († 1961)
- 1º settembre - Magnus Konow, velista norvegese († 1972)
- 1º settembre - Ezio Oreste Rivetti di Val Cervo, imprenditore italiano († 1962)
- 2 settembre - Giovanni Boine, poeta e scrittore italiano († 1917)
- 2 settembre - Teddy Davison, calciatore e allenatore di calcio inglese († 1971)
- 3 settembre - Mario Bruzzone, velista italiano († 1940)
- 3 settembre - Azalia Emma Peet, educatrice statunitense († 1973)
- 3 settembre - Manfred Toeppen, pallanuotista statunitense († 1968)
- 4 settembre - Mario Vianello, arcivescovo cattolico italiano († 1955)
- 4 settembre - Roy William Neill, regista, produttore cinematografico e sceneggiatore irlandese († 1946)
- 5 settembre - Irene Fenwick, attrice statunitense († 1936)
- 6 settembre - Alfredo Pagani, ostacolista, lunghista e multiplista italiano († 1984)
- 6 settembre - Pavel Petrovič Postyšev, politico sovietico († 1939)
- 7 settembre - Arthur Knight, calciatore inglese († 1956)
- 7 settembre - Edith Sitwell, poetessa e saggista inglese († 1964)
- 8 settembre - Jacob Devers, generale statunitense († 1979)
- 8 settembre - Shivananda, medico e filosofo indiano († 1963)
- 8 settembre - Nuccia Robella, attrice italiana († 1962)
- 9 settembre - Berto Ferrari, pittore italiano († 1965)
- 9 settembre - Alf Landon, politico statunitense († 1987)
- 9 settembre - Raymond Walburn, attore statunitense († 1969)
- 10 settembre - Henry Aubrey-Fletcher, scrittore e militare britannico († 1969)
- 10 settembre - Giovanni Gronchi, politico italiano († 1978)
- 10 settembre - Paul Johner, scacchista svizzero († 1938)
- 10 settembre - Nereo Petranich, ufficiale italiano († 1919)
- 10 settembre - Gustaf Rosenquist, ginnasta svedese († 1961)
- 10 settembre - Rudolf Schindler, architetto austriaco († 1953)
- 11 settembre - Giuseppe Castruccio, calciatore, diplomatico e militare italiano († 1985)
- 11 settembre - Isabel Emslie Hutton, medico, psichiatra e patologa britannica († 1960)
- 12 settembre - Jack Hill, attore statunitense († 1963)
- 13 settembre - Gaetano Caravaglia, ciclista su strada italiano
- 13 settembre - Dante Carniel, schermidore italiano († 1959)
- 13 settembre - Gaetano Ferragni, avvocato e politico italiano († 1954)
- 13 settembre - Frank Gray, fisico statunitense († 1969)
- 13 settembre - Lancelot Holland, ammiraglio britannico († 1941)
- 13 settembre - Charlotte Joël, fotografa tedesca († 1943)
- 13 settembre - Hipólito Lázaro, cantante lirico spagnolo († 1974)
- 13 settembre - Ramón Grau San Martín, medico e politico cubano († 1969)
- 13 settembre - Theodore Roosevelt, politico e generale statunitense († 1944)
- 13 settembre - Kurt Runge, canottiere tedesco († 1959)
- 13 settembre - Lavoslav Ružička, chimico croato († 1976)
- 14 settembre - Paweł Kochański, violinista polacco († 1934)
- 14 settembre - Spiro Tipaldo Xidias, militare e avvocato italiano († 1916)
- 15 settembre - Carlos Dávila, giornalista, diplomatico e politico cileno († 1955)
- 15 settembre - Bernard Paget, generale britannico († 1961)
- 16 settembre - Hans Arp, pittore, scultore e poeta francese († 1966)
- 16 settembre - Nadia Boulanger, direttrice d'orchestra, organista e compositrice francese († 1979)
- 16 settembre - Louise Boyd, esploratrice, fotografa e botanica statunitense († 1972)
- 16 settembre - Mario Delitala, pittore e incisore italiano († 1990)
- 17 settembre - Robert Cimera, calciatore austriaco
- 18 settembre - Giacinto Ghia, imprenditore e carrozziere italiano († 1944)
- 19 settembre - Clotilde Crespo de Arvelo, scrittrice e poetessa venezuelana († 1959)
- 19 settembre - Assuero Teofano Bassi, missionario e vescovo cattolico italiano († 1970)
- 19 settembre - Ernst-Eberhard Hell, generale tedesco († 1973)
- 19 settembre - Rosita Marstini, attrice francese († 1948)
- 19 settembre - Lynne Overman, attore statunitense († 1943)
- 19 settembre - Vera Pašennaja, attrice russa († 1962)
- 20 settembre - Francisco Gómez de Santiago, vescovo cattolico e missionario spagnolo († 1962)
- 20 settembre - Ugo Tarchi, architetto e storico dell'arte italiano († 1978)
- 21 settembre - Josef Harpe, generale tedesco († 1968)
- 21 settembre - Alessandro Magnaguti, numismatico italiano († 1966)
- 21 settembre - Gian Guido Piazza, calciatore e dirigente sportivo italiano († 1945)
- 21 settembre - Cesare Rossi, sindacalista, giornalista e politico italiano († 1967)
- 22 settembre - Attilio Chiarella, calciatore italiano
- 22 settembre - Ugo Veniero D'Annunzio, ingegnere e imprenditore italiano († 1945)
- 22 settembre - Thoralf Hagen, canottiere norvegese († 1979)
- 22 settembre - Maurice Prévost, pioniere dell'aviazione e aviatore francese († 1952)
- 23 settembre - Wilhelm Hoegner, giudice e politico tedesco († 1980)
- 23 settembre - Alfieri Maserati, pilota automobilistico e imprenditore italiano († 1932)
- 23 settembre - Salvador Seguí, sindacalista e anarchico spagnolo († 1923)
- 23 settembre - Joachim Witthöft, generale tedesco († 1966)
- 24 settembre - Aroldo Bonzagni, pittore italiano († 1918)
- 24 settembre - Georg Duperron, allenatore di calcio, giornalista e arbitro di calcio russo († 1934)
- 24 settembre - Victor Hope, II marchese di Linlithgow, politico britannico († 1952)
- 25 settembre - Charles Aman, canottiere statunitense († 1936)
- 25 settembre - Spencer Bell, attore statunitense († 1935)
- 25 settembre - James Duncan, discobolo statunitense († 1955)
- 25 settembre - Jerónimo Méndez Arancibia, medico e politico cileno († 1959)
- 25 settembre - Giuseppe Nessi, tenore italiano († 1961)
- 26 settembre - Frigyes Mezei, velocista ungherese († 1938)
- 26 settembre - Giuseppe Milano, calciatore e allenatore di calcio italiano († 1971)
- 26 settembre - Antonio Moreno, attore e regista spagnolo († 1967)
- 26 settembre - James Strachey, psicoanalista inglese († 1967)
- 26 settembre - Barnes Wallis, ingegnere e scienziato britannico († 1979)
- 27 settembre - Cynthia Asquith, scrittrice inglese († 1960)
- 27 settembre - Jean-Baptiste-Maximilien Chabalier, vescovo cattolico e missionario francese († 1955)
- 27 settembre - Arturo Pascal, storico e letterato italiano († 1967)
- 27 settembre - Jean Patou, stilista e profumiere francese († 1936)
- 27 settembre - Marguerite Sechehaye, psicologa svizzera († 1964)
- 27 settembre - Karl Wegele, calciatore tedesco († 1960)
- 28 settembre - Pierre Bertran de Balanda, cavaliere francese († 1946)
- 28 settembre - Avery Brundage, dirigente sportivo, discobolo e multiplista statunitense († 1975)
- 28 settembre - Giovanni Battista Corgnali, glottologo e bibliotecario italiano († 1956)
- 28 settembre - Avgust Pirjevec, critico letterario, bibliotecario e lessicografo sloveno († 1943)
- 28 settembre - Petru Rocca, politico e scrittore francese († 1966)
- 28 settembre - Torsten Sandelin, ginnasta finlandese († 1950)
- 28 settembre - Jean Toulout, attore, regista e sceneggiatore francese († 1962)
- 29 settembre - Ferenc Holubán, lottatore e sollevatore ungherese († 1945)
- 29 settembre - Duncan Mackinnon, canottiere britannico († 1917)
- 30 settembre - Lil Dagover, attrice tedesca († 1980)
- 30 settembre - Giulio Volpe, militare italiano († 1917)

## Ottobre(112)
- 1º ottobre - Armando Bini, tenore italiano († 1954)
- 1º ottobre - Hector Hodler, giornalista e esperantista svizzero († 1920)
- 1º ottobre - Anders Moen, ginnasta norvegese († 1966)
- 2 ottobre - Giuseppe Barone, pittore italiano († 1956)
- 2 ottobre - Violet Jessop, infermiera britannica († 1971)
- 2 ottobre - Ephraim Longworth, calciatore e allenatore di calcio inglese († 1968)
- 2 ottobre - Andrea Marrazzi, schermidore e dirigente sportivo italiano († 1972)
- 3 ottobre - Gabriele Nasci, generale italiano († 1947)
- 3 ottobre - Walter Schachtitz, pallanuotista austriaco († 1979)
- 4 ottobre - Pietro Carnerini, scultore italiano († 1952)
- 4 ottobre - Otto Granström, ginnasta finlandese († 1941)
- 4 ottobre - Louise Pettibone Smith, biblista e traduttrice statunitense († 1981)
- 4 ottobre - Pierre Taittinger, politico e imprenditore francese († 1965)
- 5 ottobre - Anchise Brizzi, direttore della fotografia italiano († 1964)
- 5 ottobre - René Cassin, giurista, magistrato e diplomatico francese († 1976)
- 5 ottobre - Guido Caprotti, pittore italiano († 1966)
- 5 ottobre - Gaspare Oliverio, archeologo e epigrafista italiano († 1956)
- 5 ottobre - Carl Schutte, ciclista su strada statunitense († 1962)
- 5 ottobre - Manny Ziener, attrice tedesca († 1972)
- 6 ottobre - Le Corbusier, architetto, urbanista e pittore svizzero († 1965)
- 6 ottobre - Martín Luis Guzmán, scrittore, giornalista e diplomatico messicano († 1976)
- 6 ottobre - Lew Harvey, attore statunitense († 1953)
- 6 ottobre - Maria Jeritza, soprano ceca († 1982)
- 7 ottobre - Ugo De Carolis, generale italiano († 1941)
- 7 ottobre - Gastone De Zuccoli, organista e compositore italiano († 1958)
- 7 ottobre - Jack Mulhall, attore statunitense († 1979)
- 8 ottobre - Ira Davenport, giocatore di baseball, giocatore di football americano e mezzofondista statunitense († 1941)
- 8 ottobre - Franz Dischinger, architetto e ingegnere tedesco († 1953)
- 8 ottobre - Huntley Gordon, attore canadese († 1956)
- 8 ottobre - Ottorino Pomilio, ingegnere aeronautico italiano († 1957)
- 8 ottobre - Luigi Rizzo, comandante marittimo e ammiraglio italiano († 1951)
- 9 ottobre - Vito Cosimo Basile, poeta e scrittore italiano († 1958)
- 9 ottobre - Harald Johansen, calciatore norvegese († 1965)
- 9 ottobre - Manuel Ortiz de Zárate, pittore cileno († 1946)
- 9 ottobre - Eino Saastamoinen, ginnasta finlandese († 1946)
- 9 ottobre - Arnaldo Silva, politico e antifascista italiano († 1938)
- 9 ottobre - Attilio Trerè, calciatore italiano († 1943)
- 10 ottobre - Rie Cramer, scrittrice e illustratrice olandese († 1977)
- 10 ottobre - László Domonkos, calciatore ungherese († 1956)
- 10 ottobre - Cesare Lomaglio, generale italiano († 1968)
- 10 ottobre - Harold Walden, attore e calciatore inglese († 1955)
- 11 ottobre - Arturo Bocci, fantino italiano († 1939)
- 11 ottobre - Maria Teresa Ferrari, medica e docente argentina († 1956)
- 11 ottobre - Knut Heyerdahl-Larsen, calciatore norvegese († 1969)
- 11 ottobre - Pierre Jean Jouve, scrittore e poeta francese († 1976)
- 12 ottobre - Betty Fischer, soprano austriaca († 1969)
- 12 ottobre - Leopold Hojtasch, calciatore austriaco († 1914)
- 12 ottobre - Giacomo Paulucci di Calboli, ambasciatore italiano († 1961)
- 12 ottobre - Paula von Preradović, scrittrice e poetessa austriaca († 1951)
- 13 ottobre - Jozef Tiso, presbitero e politico slovacco († 1947)
- 14 ottobre - Raymond Dandy, attore, regista e produttore cinematografico francese († 1953)
- 14 ottobre - Carlo Grano, cardinale italiano († 1976)
- 14 ottobre - Pëtr Vasil'evič Miturič, pittore russo († 1956)
- 15 ottobre - Frederick Fleet, marinaio britannico († 1965)
- 15 ottobre - Alcide Malagugini, partigiano e politico italiano († 1966)
- 15 ottobre - Lina Merlin, politica e insegnante italiana († 1979)
- 15 ottobre - S. S. Van Dine, scrittore e critico d'arte statunitense († 1939)
- 16 ottobre - Gustavo Matteoni, arcivescovo cattolico italiano († 1934)
- 16 ottobre - Carlo Scarfoglio, giornalista italiano († 1970)
- 18 ottobre - Carl Clarence Kiess, astronomo statunitense († 1967)
- 18 ottobre - Nils Middelboe, mezzofondista, triplista e calciatore danese († 1976)
- 18 ottobre - Charles-Edmond Perrin, medievista francese († 1974)
- 19 ottobre - Fulvio Cordignano, presbitero, missionario e gesuita italiano († 1952)
- 20 ottobre - Yasuhiko Asaka, principe e generale giapponese († 1981)
- 20 ottobre - István Farkas, pittore e editore ungherese († 1944)
- 20 ottobre - Vic Gonsalves, calciatore olandese († 1922)
- 20 ottobre - Arne Halse, giavellottista e pesista norvegese († 1975)
- 20 ottobre - Addison Richards, attore statunitense († 1964)
- 20 ottobre - Willy Sperco, giornalista e scrittore italiano († 1978)
- 20 ottobre - Otto Julius Zobel, ingegnere elettrotecnico e inventore statunitense († 1970)
- 21 ottobre - Károly Koródy, calciatore ungherese († 1917)
- 21 ottobre - Marian Tumler, teologo austriaco († 1987)
- 21 ottobre - Isa Kremer, soprano russa († 1956)
- 22 ottobre - Attilio Depoli, politico e storico italiano († 1963)
- 22 ottobre - John Reed, giornalista e attivista statunitense († 1920)
- 22 ottobre - Hamilton Smith, sceneggiatore e regista statunitense († 1941)
- 22 ottobre - Francesco Maria Taliani de Marchio, diplomatico italiano († 1968)
- 23 ottobre - William F. Hanson, musicista, compositore e musicologo statunitense († 1969)
- 23 ottobre - Lothar Rendulic, generale austriaco († 1971)
- 24 ottobre - Giuseppe Armellini, astronomo italiano († 1958)
- 24 ottobre - Octave Lapize, ciclista su strada, ciclocrossista e pistard francese († 1917)
- 24 ottobre - Vittoria Eugenia di Battenberg, regina († 1969)
- 25 ottobre - Radasłaŭ Astroŭski, politico bielorusso († 1976)
- 25 ottobre - Léon Darrien, ginnasta belga († 1973)
- 25 ottobre - Emma Gatewood, viaggiatrice e esploratrice statunitense († 1973)
- 25 ottobre - Edward Laemmle, regista e produttore cinematografico statunitense († 1937)
- 25 ottobre - Alexander McCulloch, canottiere britannico († 1951)
- 25 ottobre - Renato Pascucci, prefetto italiano († 1976)
- 25 ottobre - Hans von Tschammer und Osten, politico tedesco († 1943)
- 26 ottobre - Édouard Bourdet, drammaturgo e giornalista francese († 1945)
- 27 ottobre - Ruitarō Fujita, ammiraglio giapponese († 1947)
- 27 ottobre - Philippe Le Hardy de Beaulieu, schermidore belga († 1942)
- 27 ottobre - Jurij Aleksandrovič Šaporin, compositore sovietico († 1966)
- 27 ottobre - Elis Sipilä, ginnasta finlandese († 1958)
- 27 ottobre - Nico de Wolf, calciatore olandese († 1967)
- 28 ottobre - Paolo Alberto Rossi, diplomatico italiano († 1969)
- 28 ottobre - Karl Vladar, calciatore austriaco († 1971)
- 29 ottobre - Ruggero Albanese, giornalista e dirigente sportivo italiano († 1951)
- 29 ottobre - Casimiro Buttini, militare e aviatore italiano († 1959)
- 29 ottobre - Arturo Nannizzi, botanico italiano († 1961)
- 29 ottobre - János Scheffler, vescovo cattolico rumeno († 1952)
- 29 ottobre - János Vanicsek, allenatore di calcio e calciatore ungherese († 1969)
- 30 ottobre - Georg Heym, scrittore tedesco († 1912)
- 30 ottobre - Katherine Stewart MacPhail, chirurga scozzese († 1974)
- 30 ottobre - Alberto Mario Marcucci, politico e avvocato italiano
- 30 ottobre - Giuseppe Rubino, avvocato e politico italiano († 1964)
- 31 ottobre - Alessandro Bovati, allenatore di calcio e calciatore italiano († 1953)
- 31 ottobre - Chiang Kai-shek, generale e politico cinese († 1975)
- 31 ottobre - Alberto Donini, scrittore, librettista e sindacalista italiano († 1961)
- 31 ottobre - Newsy Lalonde, hockeista su ghiaccio e allenatore di hockey su ghiaccio canadese († 1970)
- 31 ottobre - Roger Sherman Loomis, medievista statunitense († 1966)
- 31 ottobre - Angelo Giovanni Pivano, generale italiano

## Novembre(105)
- 1º novembre - Len Hanson, ginnasta britannico († 1949)
- 1º novembre - L. S. Lowry, pittore britannico († 1976)
- 1º novembre - Rodolfo Torresan, generale italiano († 1944)
- 2 novembre - Arrigo Gradi, calciatore italiano († 1969)
- 2 novembre - Willi Moser, generale tedesco († 1946)
- 2 novembre - Hans Schmidt, calciatore tedesco († 1916)
- 2 novembre - Harry Austryn Wolfson, storico della filosofia, ebraista e docente statunitense († 1974)
- 3 novembre - Mario De Simoni, calciatore italiano († 1967)
- 3 novembre - Nat Fleischer, scrittore e storico statunitense († 1972)
- 3 novembre - Erling Maartmann, calciatore norvegese († 1944)
- 3 novembre - Rolf Maartmann, calciatore norvegese († 1941)
- 3 novembre - Samuil Jakovlevič Maršak, poeta russo († 1964)
- 3 novembre - Vittorio Ragazzini, latinista italiano († 1962)
- 3 novembre - Magda Spiegel, contralto austro-ungarico († 1944)
- 4 novembre - Luigi Krall, generale italiano († 1949)
- 4 novembre - Alfred Lee Loomis, banchiere e scienziato statunitense († 1975)
- 4 novembre - Gino Vallesella, calciatore italiano († 1933)
- 5 novembre - Giacomo Ferrari, politico italiano († 1974)
- 5 novembre - Ilmari Keinänen, ginnasta finlandese († 1934)
- 5 novembre - Teodor Koskenniemi, mezzofondista finlandese († 1965)
- 5 novembre - Alfredo Luciani, poeta italiano († 1969)
- 5 novembre - René Maran, scrittore, poeta e romanziere francese († 1960)
- 5 novembre - Hans Pedersen, ginnasta danese († 1943)
- 5 novembre - Paul Wittgenstein, pianista austriaco († 1961)
- 6 novembre - Albert Alden, pistard britannico († 1965)
- 6 novembre - Walter Johnson, giocatore di baseball e allenatore di baseball statunitense († 1946)
- 6 novembre - Ladislav Žemla, tennista ceco († 1955)
- 7 novembre - Guus van Hecking Colenbrander, calciatore olandese († 1945)
- 8 novembre - Dmytro Vitovs'kyj, militare e politico ucraino († 1919)
- 8 novembre - Chester Withey, attore, regista e sceneggiatore statunitense († 1939)
- 9 novembre - Gertrude Astor, attrice statunitense († 1977)
- 9 novembre - Euday L. Bowman, pianista e compositore statunitense († 1949)
- 10 novembre - Pietro Cimara, direttore d'orchestra, pianista e compositore italiano († 1967)
- 10 novembre - Hans Ehard, politico tedesco († 1980)
- 10 novembre - Papa Charlie Jackson, musicista statunitense († 1938)
- 10 novembre - Elisa Leonida Zamfirescu, ingegnere e inventrice rumena († 1973)
- 10 novembre - Arnold Zweig, scrittore tedesco orientale († 1968)
- 11 novembre - Tommaso Bisi, politico italiano († 1945)
- 11 novembre - Maurice Elvey, regista, sceneggiatore e produttore cinematografico inglese († 1967)
- 11 novembre - Carmelo Florio, scultore, decoratore e restauratore italiano († 1975)
- 11 novembre - George Larkin, attore statunitense († 1946)
- 11 novembre - Paul Laux, generale tedesco († 1944)
- 11 novembre - Walther Wever, generale tedesco († 1936)
- 11 novembre - Roland Young, attore britannico († 1953)
- 12 novembre - Marion Polk Angellotti, scrittrice statunitense († 1975)
- 13 novembre - Wilhelm Kube, politico tedesco († 1943)
- 13 novembre - Arcadio María Larraona Saralegui, cardinale e arcivescovo cattolico spagnolo († 1973)
- 13 novembre - Jean de Limur, regista, attore e sceneggiatore francese († 1976)
- 14 novembre - Abdul Aziz di Perak, sovrano malese († 1948)
- 14 novembre - Bernhard Paumgartner, direttore d'orchestra, compositore e musicologo austriaco († 1971)
- 14 novembre - Amadeo de Souza-Cardoso, pittore portoghese († 1918)
- 14 novembre - Emilio Storace, dirigente sportivo e calciatore italiano
- 14 novembre - Pasquale Taraffo, chitarrista italiano († 1937)
- 15 novembre - Hitoshi Ashida, politico giapponese († 1959)
- 15 novembre - Grace Clawson, supercentenaria britannica († 2002)
- 15 novembre - Ayşe Sultan, principessa ottomana († 1960)
- 15 novembre - Marianne Moore, poetessa e scrittrice statunitense († 1972)
- 15 novembre - Georgia O'Keeffe, pittrice statunitense († 1986)
- 15 novembre - Joseph Stenhouse, navigatore, esploratore e militare scozzese († 1941)
- 16 novembre - Hans Blume, calciatore olandese († 1978)
- 16 novembre - Fritz Neidholdt, militare tedesco († 1947)
- 17 novembre - Isabella d'Asburgo-Teschen, nobile austriaca († 1973)
- 17 novembre - Bernard Law Montgomery, generale britannico († 1976)
- 17 novembre - Ernesto Augusto di Hannover, sovrano († 1953)
- 18 novembre - Lucia Apicella, filantropa italiana († 1982)
- 18 novembre - Sydney Battersby, nuotatore britannico († 1974)
- 18 novembre - Felice Bauer, prussiana († 1960)
- 18 novembre - Luigi Ferraris, calciatore, ingegnere e militare italiano († 1915)
- 18 novembre - Giovanni Battista Oxilia, generale italiano († 1953)
- 19 novembre - Alfred Baeumler, filosofo tedesco († 1968)
- 19 novembre - Felice Minotti, attore italiano († 1963)
- 19 novembre - James Batcheller Sumner, chimico statunitense († 1955)
- 20 novembre - Annibale Ninchi, attore e drammaturgo italiano († 1967)
- 20 novembre - Flora Perini, mezzosoprano italiano († 1975)
- 20 novembre - Horst Stumpff, generale tedesco († 1958)
- 21 novembre - Hein ter Poorten, generale olandese († 1968)
- 22 novembre - Wilfred Bartrop, calciatore inglese († 1918)
- 22 novembre - Pietro Bordino, pilota automobilistico italiano († 1928)
- 22 novembre - Domenico Farioli, politico italiano († 1953)
- 22 novembre - Kurt Feldt, generale tedesco († 1970)
- 23 novembre - Vincentas Borisevičius, vescovo cattolico lituano († 1946)
- 23 novembre - Hobart Henley, regista, attore e produttore cinematografico statunitense († 1964)
- 23 novembre - Boris Karloff, attore britannico († 1969)
- 23 novembre - Douglas Kertland, canottiere canadese († 1982)
- 23 novembre - Andreas Knudsen, velista e canottiere norvegese († 1982)
- 23 novembre - Emil Magnusson, discobolo svedese († 1933)
- 23 novembre - Luigi Montesanto, baritono italiano († 1954)
- 23 novembre - Henry Moseley, fisico britannico († 1915)
- 24 novembre - Erich von Manstein, generale tedesco († 1973)
- 24 novembre - Bruno Rahn, regista, attore e produttore cinematografico tedesco († 1927)
- 25 novembre - Brunetto Brunetti, generale italiano († 1947)
- 25 novembre - Robert Merz, calciatore austriaco († 1914)
- 25 novembre - Bertil Sandström, cavaliere svedese († 1964)
- 25 novembre - Nikolaj Ivanovič Vavilov, agronomo, botanico e genetista russo († 1943)
- 26 novembre - Leonard Covello, pedagogista italiano († 1982)
- 27 novembre - Jean Ducret, calciatore francese († 1975)
- 27 novembre - Achille Roncato, medico, biochimico e scienziato italiano († 1963)
- 27 novembre - Saichirō Tomonari, ammiraglio giapponese († 1962)
- 28 novembre - Ernst Röhm, generale e politico tedesco († 1934)
- 29 novembre - Ignaz Gabloner, scultore e disegnatore italiano († 1964)
- 29 novembre - Herman James Good, militare canadese († 1969)
- 30 novembre - Francesco Angelini, farmacista, imprenditore e politico italiano († 1964)
- 30 novembre - Ernst Boepple, militare tedesco († 1950)
- 30 novembre - Clotilde García Borrero, attivista colombiana († 1969)
- 30 novembre - Pier Maria Rosso di San Secondo, scrittore, drammaturgo e giornalista italiano († 1956)

## Dicembre(107)
- 1º dicembre - Vito Maria Buscaino, psichiatra italiano († 1978)
- 1º dicembre - Fletcher Hanks, fumettista statunitense († 1976)
- 3 dicembre - Richard Becker, fisico tedesco († 1955)
- 3 dicembre - Arthur Claerhout, ciclista su strada belga († 1978)
- 3 dicembre - Angelo Gremo, ciclista su strada italiano († 1940)
- 3 dicembre - Naruhiko Higashikuni, principe, militare e politico giapponese († 1990)
- 3 dicembre - Takuro Matsui, generale giapponese († 1969)
- 3 dicembre - Carlo Nazzaro, giornalista e scrittore italiano († 1975)
- 3 dicembre - Guido Romano, ginnasta italiano († 1916)
- 3 dicembre - Edoardo Susmel, storico e politico italiano († 1948)
- 4 dicembre - Will Grohmann, critico d'arte e storico dell'arte tedesco († 1968)
- 4 dicembre - Romeo Orsi, militare italiano († 1913)
- 4 dicembre - Arthur Preiss, calciatore austriaco († 1942)
- 5 dicembre - Ludwig Hofmeister, calciatore tedesco († 1959)
- 5 dicembre - Bruno Malaguti, generale italiano († 1945)
- 6 dicembre - Martin Eugen Ekström, militare e politico svedese († 1954)
- 6 dicembre - Lynn Fontanne, attrice britannica († 1983)
- 6 dicembre - Joseph Lamb, compositore statunitense († 1960)
- 6 dicembre - Gyula Rumbold, calciatore ungherese († 1959)
- 6 dicembre - Augusto Ugolini, generale e militare italiano († 1977)
- 6 dicembre - Heinrich von Vietinghoff, generale tedesco († 1952)
- 7 dicembre - Anton Haberstock, calciatore svizzero († 1933)
- 7 dicembre - István Herczeg, ginnasta ungherese († 1949)
- 7 dicembre - Eugenio Spiazzi, politico italiano († 1957)
- 7 dicembre - Ernst Toch, compositore e pianista austriaco († 1964)
- 8 dicembre - Giuseppe Oltrasi, compositore, organista e direttore d'orchestra italiano († 1972)
- 9 dicembre - Philipp Kleffel, generale tedesco († 1964)
- 9 dicembre - Italo Meschi, chitarrista italiano († 1957)
- 10 dicembre - Mildred Couper, compositrice e pianista statunitense († 1974)
- 10 dicembre - Enrico Felicella, politico italiano († 1972)
- 10 dicembre - Arthur Hoffmann, velocista e lunghista tedesco († 1932)
- 10 dicembre - Axel Petersen, calciatore danese († 1968)
- 11 dicembre - Hanns Kerrl, politico tedesco († 1941)
- 12 dicembre - Guido Ascoli, matematico italiano († 1957)
- 12 dicembre - Kurt Atterberg, compositore, direttore d'orchestra e critico musicale svedese († 1974)
- 12 dicembre - Aleyandro Cevasco, calciatore italiano
- 12 dicembre - Frederik Fuglsang, direttore della fotografia danese († 1953)
- 12 dicembre - Aage Fønss, cantante lirico e attore cinematografico danese († 1976)
- 12 dicembre - Luigi Gallino, pianista e direttore d'orchestra italiano († 1950)
- 12 dicembre - Robert Edmond Jones, costumista, scenografo e regista teatrale statunitense († 1954)
- 13 dicembre - George Polya, matematico ungherese († 1985)
- 13 dicembre - Luigi Pio Tessitori, indologo italiano († 1919)
- 13 dicembre - Alvin York, militare statunitense († 1964)
- 14 dicembre - Giuseppe Gama, arbitro di calcio e dirigente sportivo italiano
- 14 dicembre - Vlastimil Košvanec, pittore e illustratore ceco († 1961)
- 14 dicembre - Xul Solar, pittore e glottoteta argentino († 1963)
- 15 dicembre - Pietro Barocelli, archeologo italiano († 1981)
- 15 dicembre - August Claas, imprenditore tedesco († 1982)
- 15 dicembre - Cella Delavrancea, pianista, scrittrice e musicologa rumena († 1991)
- 15 dicembre - Sigurd Jørgensen, ginnasta norvegese († 1929)
- 15 dicembre - Robert Somers-Smith, canottiere britannico († 1916)
- 15 dicembre - Virgilio Vasconi, allenatore di calcio italiano († 1963)
- 16 dicembre - Åke Fjästad, calciatore svedese († 1956)
- 16 dicembre - Violet Hopson, attrice australiana († 1973)
- 16 dicembre - Sven Låftman, velocista, lunghista e astista svedese († 1977)
- 16 dicembre - Johann Radon, matematico austriaco († 1956)
- 16 dicembre - Carlo Vercesi, ginecologo italiano († 1954)
- 16 dicembre - Adone Zoli, politico, partigiano e avvocato italiano († 1960)
- 17 dicembre - Josef Lada, grafico e illustratore ceco († 1957)
- 17 dicembre - Adele Moroder, scrittrice austriaca († 1966)
- 17 dicembre - Erminia di Reuss-Greiz, nobile tedesca († 1947)
- 18 dicembre - Charles Galton Darwin, fisico britannico († 1962)
- 18 dicembre - Algot Lönn, ciclista su strada svedese († 1953)
- 18 dicembre - Aloys Röhr, scultore tedesco († 1953)
- 18 dicembre - Gaston Wiet, orientalista e arabista francese († 1971)
- 18 dicembre - Edith Woodford-Grimes, sacerdotessa britannica († 1975)
- 19 dicembre - Luigi De Giudici, pittore italiano († 1955)
- 19 dicembre - Ettore Tibaldi, politico, partigiano e patologo italiano († 1968)
- 20 dicembre - Virgil Miller, direttore della fotografia e effettista statunitense († 1974)
- 20 dicembre - Umberto Monterin, climatologo italiano († 1940)
- 21 dicembre - Frederick Antal, storico dell'arte ungherese († 1954)
- 21 dicembre - Georges Bruhat, fisico francese († 1945)
- 21 dicembre - Genoveffa De Troia, religiosa italiana († 1949)
- 21 dicembre - Giuseppe Gilera, imprenditore italiano († 1971)
- 21 dicembre - Michele Vaccaro, generale italiano († 1980)
- 22 dicembre - Srinivasa Ramanujan, matematico indiano († 1920)
- 23 dicembre - Eric Blore, attore britannico († 1959)
- 23 dicembre - Pietro Carlo Borlenghi, baritono italiano († 1973)
- 23 dicembre - Anastasios Orlandos, architetto e archeologo greco († 1979)
- 24 dicembre - Gustaf Blomgren, tuffatore svedese († 1956)
- 24 dicembre - Lucrezia Bori, soprano spagnolo († 1960)
- 24 dicembre - Giorgio Natale Gherlinzoni, militare italiano († 1917)
- 24 dicembre - Louis Jouvet, attore francese († 1951)
- 24 dicembre - Bob Kortman, attore statunitense († 1967)
- 24 dicembre - Axel Revold, pittore e illustratore norvegese († 1962)
- 24 dicembre - Nazzareno Scattaglia, generale italiano († 1975)
- 25 dicembre - George Gray, ostacolista britannico († 1970)
- 25 dicembre - Octavia Handworth, attrice statunitense († 1978)
- 25 dicembre - Conrad Hilton, imprenditore statunitense († 1979)
- 25 dicembre - Giovanni Orcel, sindacalista italiano († 1920)
- 25 dicembre - Aarne Salovaara, ginnasta e giavellottista finlandese († 1945)
- 26 dicembre - Félix de Chazournes, scrittore francese († 1941)
- 26 dicembre - Arthur Percival, generale britannico († 1966)
- 27 dicembre - Eufrasio M. Spreafico, religioso italiano († 1957)
- 27 dicembre - Orazio Toschi, pittore italiano († 1972)
- 27 dicembre - Edward Andrade, fisico inglese († 1971)
- 27 dicembre - Bernard van Dieren, compositore olandese († 1936)
- 28 dicembre - Rudolf Beran, politico cecoslovacco († 1954)
- 28 dicembre - Charles Dingle, attore statunitense († 1956)
- 28 dicembre - Walter Ruttmann, regista tedesco († 1941)
- 29 dicembre - Torquato Fraccon, partigiano e politico italiano († 1945)
- 30 dicembre - Charlie Dunbar Broad, filosofo e storico inglese († 1971)
- 30 dicembre - Frank Klaus, pugile statunitense († 1948)
- 30 dicembre - Rocco Perri, criminale italiano
- 30 dicembre - Stig Rønne, ginnasta danese († 1951)
- 30 dicembre - René Adolphe Schwaller de Lubicz, alchimista, esoterista e egittologo francese († 1961)
- 31 dicembre - Gaston Modot, attore francese († 1970)

## Senza giorno specificato(96)
- Zaid Al-Harb, poeta kuwaitiano († 1972)
- Gilberto Amado, politico brasiliano († 1969)
- Franco Anastasi, pittore italiano († 1964)
- Pëtr Andreevič Aršinov, anarchico russo
- Ludwig von Baldass, storico dell'arte, insegnante e scrittore austriaco († 1963)
- Alula Baldassarini, ingegnere italiano († 1975)
- Mario Maresca, attore italiano († 1963)
- Sherman Chauncey Bishop, erpetologo e aracnologo statunitense († 1951)
- Federico Bocchetti, militare italiano († 1942)
- Alfredo Bonaccorsi, musicologo italiano († 1971)
- Gaetanina Calvi, ingegnere civile italiana († 1964)
- Ferdinando Casardi, ammiraglio e politico italiano († 1975)
- Filandro Castellani, scultore italiano († 1942)
- Giacomo Centazzo, politico italiano († 1960)
- Joe Curry, calciatore inglese († 1936)
- Allen Curtis, regista e sceneggiatore statunitense († 1961)
- Hugh Dalton, politico britannico († 1962)
- Surendranath Dasgupta, filosofo indiano († 1952)
- Pio De Flaviis, commediografo e critico teatrale italiano († 1948)
- Dimčo Debeljanov, poeta bulgaro († 1916)
- Attilio Degrassi, archeologo italiano († 1969)
- Emanuele Di Giovanni, pittore italiano († 1979)
- Oscar Di Maio, attore teatrale e drammaturgo italiano († 1947)
- Hector John Eastwood, calciatore inglese
- Antonio Feltrinelli, imprenditore italiano († 1942)
- Ernst Flückiger, calciatore svizzero († 1961)
- Renato Fondi, musicologo, poeta e critico d'arte italiano († 1929)
- Luchino Franciosa, scrittore e geografo italiano († 1983)
- Emilio Garro, scrittore, giornalista e religioso italiano († 1975)
- Wilhelmina Geddes, artista irlandese († 1955)
- Enzo Gemignani, scrittore e traduttore italiano
- Alberto Giacomasso, scultore italiano († 1970)
- Giuseppe Zucca, scrittore e sceneggiatore italiano († 1959)
- Isaac Goldberg, giornalista, scrittore e traduttore statunitense († 1938)
- José Santos Gollán, giornalista argentino († 1970)
- Iseult Duff, psicoanalista britannica († 1957)
- Valentine Hugo, artista francese († 1968)
- Giuseppe Gueli, poliziotto e funzionario italiano († 1951)
- Ruth Hale, giornalista e attivista statunitense († 1934)
- Sergej Hessen, pedagogista russo († 1950)
- Tenen Holtz, attore russo († 1971)
- René Jeanne, sceneggiatore e giornalista francese († 1969)
- Josep Maria Junoy i Muns, giornalista, poeta e fumettista spagnolo († 1955)
- David Keilin, biologo russo († 1963)
- Enrico Lanata, calciatore italiano
- Stanislas Lazovert, medico e imprenditore russo († 1976)
- Paul List, scacchista russo († 1954)
- Pasquale Lolordo, mafioso italiano († 1929)
- Luigi Luparini, scultore italiano († 1943)
- Martin Lübbert, attore tedesco († 1970)
- Virginia MacVeagh, tennista britannica († 1973)
- Adelino Magalhães, scrittore brasiliano († 1969)
- Harry Mainhall, attore, regista e sceneggiatore statunitense († 1931)
- Raimond van Marle, storico e storico dell'arte olandese († 1936)
- Arnaldo Martelli, attore italiano († 1955)
- Walther Mayer, matematico austriaco († 1948)
- Muhamed Mehmedbašić, rivoluzionario bosniaco († 1943)
- Rexhep Mitrovica, politico albanese († 1967)
- Alfred Naccache, politico libanese († 1978)
- Armen Ohanian, danzatrice, attrice e scrittrice armena († 1976)
- Alessandro Pandolfi, pittore, incisore e ceramista italiano († 1953)
- Sergio Perdomi, fotografo italiano († 1935)
- William James Perry, antropologo britannico († 1949)
- Francesco Plodari, imprenditore e ciclista su strada italiano († 1970)
- Sam Pollaccia, mafioso italiano
- Mario Prayer, pittore italiano († 1959)
- Osvaldo Prosperi, politico italiano († 1964)
- Pantelīs Psychas, pallanuotista greco
- Gustavo Pulitzer-Finali, architetto, urbanista e designer italiano († 1967)
- Elettra Raggio, attrice, regista e sceneggiatrice italiana († 1973)
- Carlo Rivalta, scultore italiano († 1941)
- Luigi Rossi Morelli, baritono italiano († 1940)
- Saliha Naciye Kadın, ottomana († 1923)
- Santo Santonocito, compositore e direttore d'orchestra italiano († 1976)
- Antonio Sarno, filosofo italiano († 1932)
- Alfredo Scocchera, pittore italiano († 1955)
- Luigi Sessa, imprenditore italiano († 1959)
- Simko Shikak, militare curdo († 1930)
- Vladimir Michajlovič Smirnov, rivoluzionario e politico russo († 1937)
- Valentin Vasil'evič Sysoev, calciatore russo († 1971)
- Rafael Sánchez Tapia, politico e militare messicano († 1946)
- Giuseppe Tirinnanzi, poeta italiano († 1976)
- Paul Trappen, sollevatore, lottatore e strongman tedesco († 1957)
- Frank Urson, regista, direttore della fotografia e sceneggiatore statunitense († 1928)
- Giuseppe Verzocchi, imprenditore italiano († 1970)
- William Albert Ward, fumettista e animatore britannico († 1958)
- Ernst Widmer, calciatore svizzero
- Ricardo Wolf, inventore, filantropo e ambasciatore tedesco († 1981)
- Charles Seymour Wright, fisico e esploratore canadese († 1975)
- Blanche Yurka, attrice statunitense († 1974)
- Luiza Zavloschi, insegnante e politica rumena († 1967)
- William Zorach, pittore e scultore statunitense († 1966)
- Nazik al-Abid, attivista siriana († 1960)
- Saqr bin Zayed Al Nahyan, sovrano emiratino († 1928)
- Jaime de Angulo, linguista, etnologo e scrittore spagnolo († 1950)
- Lajos Áprily, poeta ungherese († 1967)